# 梅斯
梅斯（法語：Metz，法語發音：[mɛs] ⓘ），法国东北部城市，大东部大区摩泽尔省的一个市镇，也是该省的省会和人口最多的城市，1982至2015年间曾为洛林大区的首府。梅斯位于摩泽尔省中部，摩泽尔河畔，是这一地区的政治文化中心，其市镇面积为41.94平方公里，2022年1月1日时人口数量为121,695人，在法国城市中排名第32位。2018年，原梅斯城市圈公共社区晋升为梅斯都会区，成为法国21个都会区之一。
梅斯位于法国东北部的洛林地区，市区距离德法边界线大约40公里。摩泽尔河自南向北流经梅斯市区，其左岸开凿有运河并可常年通航。梅斯市区地势平坦，城市以诸岛街区为核心向东南方向呈放射状分布，其中市区南部为主要的居民区，东南部为科教园区，而东部则有大型商业中心分布。
梅斯历史悠久，是法国艺术与历史之城，自中世纪以来分别作为奥斯特拉西亚王国、中法兰克王国、梅斯共和国的国都，自法国大革命结束后一直为摩泽尔省的省会，并于1982至2015年间成为洛林大区的首府。1871至1919年以及第二次世界大战期间，梅斯曾分别被普鲁士帝国和纳粹德国占领。
梅斯因当地特产洛林黄香李而闻名，后者为法国地理标志保护产品。梅斯也因同名足球俱乐部而闻名，后者曾获得1998年法甲亚军和4次法乙的冠军。

## 地名来源
“梅斯”一名来源于凯尔特人的一支－梅迪奥马特里克人，其定都于迪沃杜鲁姆-梅迪奥马特里科鲁姆（又称“梅迪奥马特里斯”（Médiomatrice）），西罗马帝国灭亡后更名为“梅蒂斯”（Mettis），后逐渐衍变成为“梅斯”。

## 历史
坐落于摩泽尔河与塞耶河交汇处的梅斯，早在公元前3000年就已出现人类活动。

### 罗马时期

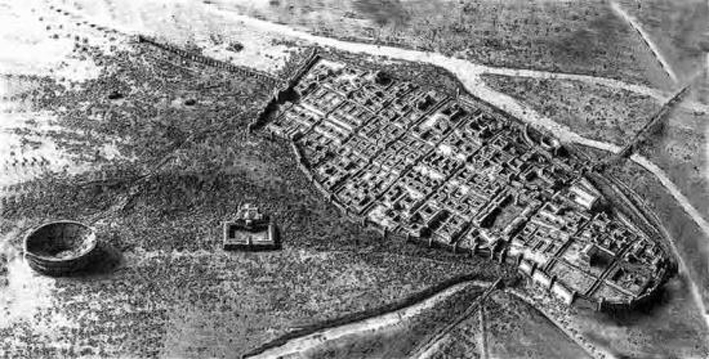
罗马时期的梅斯城（模型）

罗马时期，梅迪奥马特里克人的首都梅迪奥马特里斯是罗马帝国中最重要的城市之一，属于比利时高卢行省，其城址和今梅斯所在地基本吻合。彼时，罗马共和国内两条重要通道：兰斯－梅斯和朗格勒－梅斯的交汇点，这两条道路成为了现代梅斯城区的泰松街和昂富尔尼吕两条街道；同时，依靠摩泽尔河的水运之便，梅斯成为了这一地区的重要交通枢纽和工商业中心，城市得到了快速的发展。建成于公元1世纪的梅斯大剧场可容纳2.5万人，是罗马时期最大的大剧场之一；长达22公里的戈尔兹－梅斯高架水渠也于公元2世纪建成，为梅斯的城市用水提供了保障。
公元245年，阿勒曼尼人北上入侵这一地区。为防御外敌，梅斯的城墙得到了进一步的加固；同时，这一地区的农业也有所发展。公元297年，比利时高卢行省的首都由兰斯迁至距离梅斯不远的特里尔，使得梅斯获得了经济上的发展，同时天主教梅斯教区也在此期间成立。米兰敕令颁布后，梅斯教堂成为了比利时高卢行省内的第三座教堂。公元451年，匈人帝国首领阿提拉带领军队向西跨越莱茵河，与梅斯的首领马萨尔的利维耶展开了激斗，史称“451年的梅斯之战”，其间，梅斯城内大量建筑被毁，同时平民伤亡惨重。仅仅两个月后，匈人在沙隆战役中失败，后逐渐退回莱茵河以东的区域。

### 中世纪

梅斯主教徽章

公元511年，克洛维一世逝世，其长子提乌德里克一世继承了法兰克王国东北部的大部分土地，建立了奥斯特拉西亚王国，梅斯成为了王国首都，直至墨洛温王朝结束。在此期间，梅斯是西欧大陆上的重要政治、文化和经济中心，梅斯市区修建了数十处宗教场所，其中戈尔兹修道院所传颂的《梅斯圣歌》成为了天主教《额我略圣歌》的基础。梅斯也被认为是加洛林王朝的发源地。843年，《凡尔登条约》将法兰克王国一分为三，梅斯成为了中法兰克王国的首都；870年的《墨爾森條約》则使得梅斯所在的摩泽尔河以东地区被划入洛塔林吉亚公国；959年，洛塔林吉亚公爵伟人布鲁诺和其兄奥托一世将洛塔林吉亚公国一分为二，其中梅斯所在的区域被划至上洛塔林吉亚，即洛林公国，成为了神圣罗马帝国的一部分。彼时，梅斯丧失了一切行政地位，成为了普通城镇，这引发了当地领主和民众的不满。在梅斯主教的主持下，梅斯地区组建成为教省行政区，最终获得帝国自由城市的地位。友谊战争结束后，梅斯成立梅斯共和国。《威斯特伐利亚和约》签订后，梅斯共和国成为法兰西王国的保护国，与凡尔登、图勒一道，成为了三主教行省之一，并成为行省首府，保留部分自治权利，直至法国大革命结束。

### 近现代

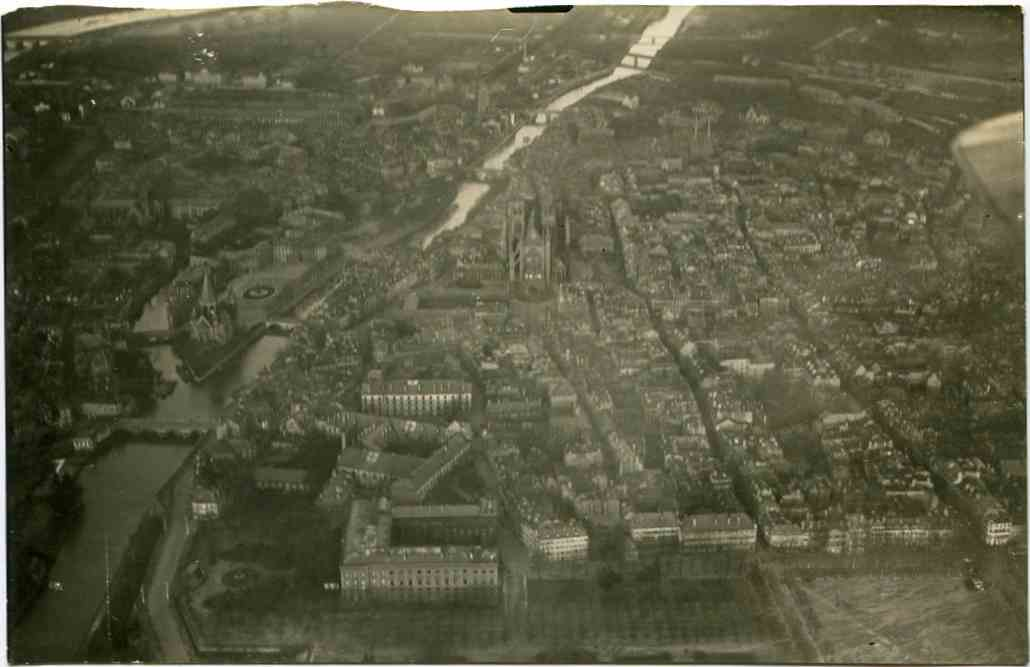
一战期间的梅斯城航拍

1790年，原洛林公国以北的地区被划分为摩泽尔省，梅斯成为了省会。此后，随着工业革命的推进和铁路的通车，梅斯成为了法国重要的工商业城市。1861年世界博览会即在梅斯举办。
1870年，法国在普法戰爭中失败，根据《法兰克福条约》，包括梅斯在内的摩泽尔省中部和东部大部分地区，连同默尔特-摩泽尔省东部、孚日省东北部和整个阿尔萨斯被划入了普鲁士王国。其间，普鲁士统治者在阿尔萨斯-洛林沦陷区施行严格的文化隔离，强制取消了境内一切法语出版物，将原炮兵工程应用学校改为梅斯战争学校，并在市中心建设帝国区；同时，梅斯境内的铁路设施也被迫改为和普鲁士帝国相同的靠右行驶，这些政策使得当地大批居民逃往法国内地。此外，梅斯作为边境城市，成为了普鲁士帝国内的军事重镇，大批军营、军校、堡垒和防御工事在梅斯市内兴起。1908年，市镇普朗蒂耶尔和德旺莱蓬并入梅斯，之后勒萨布隆于1914年并入。1919年凡尔赛条约签署后，阿尔萨斯-洛林划归法国，原沦陷区内的摩泽尔省和默尔特-摩泽尔省整合成为新的摩泽尔省，梅斯作为省会并保持至今。第二次世界大战期间，梅斯再次被沦陷，1944年底，同盟国和纳粹德国在梅斯附近地区展开了激烈的交火，史称“梅斯战役”。最终，梅斯于1944年12月13日解放。
20世纪50年代，梅斯北部和东部的煤炭区吸引了大批来自北非的劳动力，而梅斯作为行政中心也得到了快速的发展。1961年，市镇博尔尼、马尼和瓦利耶尔莱梅斯并入梅斯。1970年，梅斯大学成立。1982年，洛林大区成立，梅斯成为大区首府。2007年，法国高速铁路东线建成通车，梅斯至巴黎间开通高速列车。2010年，梅斯蓬皮杜中心建成。2016年，洛林大区与相邻的香槟-阿登大区和阿尔萨斯大区合并，梅斯失去了大区首府的地位。2018年，原梅斯城市圈公共社区升级为梅斯都会区，后于2021年更名为“梅斯欧洲都会区”（Eurométropole de Metz）。

## 地理
梅斯位于法国东北部，大东部大区的中北部和摩泽尔省的西部，距离法国首都巴黎约330公里，距离大区首府斯特拉斯堡大约166公里。与梅斯接壤的市镇包括：普伊、阿尔斯-拉克内克西、勒邦圣马丹、宽西、隆日维尔莱梅斯、洛里莱梅斯、马尔利、拉马克斯、蒙蒂尼莱梅斯、佩尔特、普拉普维尔、圣于连莱梅斯、旺图、瓦皮。

### 地形
梅斯位于洛林高原腹地，摩泽尔河冲积平原内，市区内地势平坦，海拔在162至256米之间，其中摩泽尔河左岸的部分略高于其它地区。

### 地质
梅斯地区的基岩主要以碳酸钙为主要成分，其地表则以现代沉积物为主。梅斯附近出产的若蒙石是一种鲕粒灰岩，也是当地的传统建筑材料之一。

### 水文

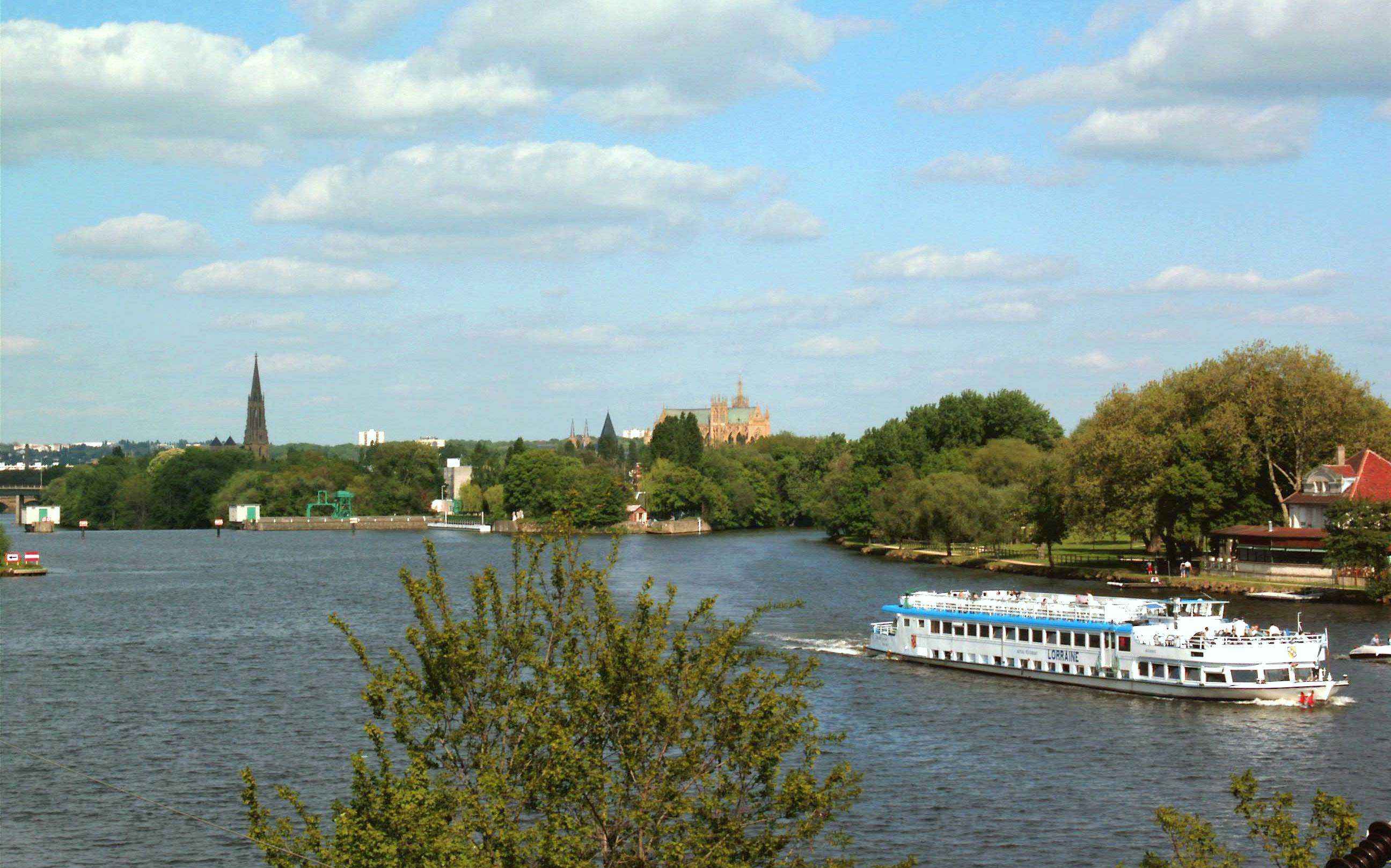
流经梅斯市区的摩泽尔运河

摩泽尔河自西南向东北流经梅斯的西部和北部，其中梅斯段为辫状水系，并形成了多处河心岛，并在左岸设有人工水道供船只通行。摩泽尔河在德国境内汇入莱茵河，属于法国五大流域当中的莱茵河水系。摩泽尔河支流塞耶河自南向北流经梅斯市区东部，历史上也可以通航。

### 植被
梅斯属于温带阔叶混交林，常见树木包括山毛榉、橡树和桦树等。梅斯附近分布有多处森林，市区内也有多处森林公园，其中位于塞耶河畔的让-玛丽·佩尔特花园面积达20公顷，是梅斯市区内面积最大的人工绿地公园之一。

### 气候
梅斯属于带有大陆性特征的温带海洋性气候，因距离海岸线较远，年温差略高于同纬度沿海地区，降水分布均匀，偶尔有极端天气发生。
梅斯西南郊的穆兰莱梅斯境内设有气象站，以下为该气象站的数据：
| 穆兰莱梅斯1981年－2019年 | 穆兰莱梅斯1981年－2019年 | 穆兰莱梅斯1981年－2019年 | 穆兰莱梅斯1981年－2019年 | 穆兰莱梅斯1981年－2019年 | 穆兰莱梅斯1981年－2019年 | 穆兰莱梅斯1981年－2019年 | 穆兰莱梅斯1981年－2019年 | 穆兰莱梅斯1981年－2019年 | 穆兰莱梅斯1981年－2019年 | 穆兰莱梅斯1981年－2019年 | 穆兰莱梅斯1981年－2019年 | 穆兰莱梅斯1981年－2019年 | 穆兰莱梅斯1981年－2019年 |
| 月份                     | 1月                      | 2月                      | 3月                      | 4月                      | 5月                      | 6月                      | 7月                      | 8月                      | 9月                      | 10月                     | 11月                     | 12月                     | 全年                     |
| ------------------------ | ------------------------ | ------------------------ | ------------------------ | ------------------------ | ------------------------ | ------------------------ | ------------------------ | ------------------------ | ------------------------ | ------------------------ | ------------------------ | ------------------------ | ------------------------ |
| 历史最高温 °C（°F）      | 16.1 (61.0)              | 20.4 (68.7)              | 24.3 (75.7)              | 29.6 (85.3)              | 33.2 (91.8)              | 37.7 (99.9)              | 37.3 (99.1)              | 39.5 (103.1)             | 33.4 (92.1)              | 26.7 (80.1)              | 22.3 (72.1)              | 17.5 (63.5)              | 39.5 (103.1)             |
| 平均高温 °C（°F）        | 4.8 (40.6)               | 6.5 (43.7)               | 11 (52)                  | 15.1 (59.2)              | 19.5 (67.1)              | 22.7 (72.9)              | 25.3 (77.5)              | 24.9 (76.8)              | 20.4 (68.7)              | 15.1 (59.2)              | 9 (48)                   | 5.5 (41.9)               | 15 (59)                  |
| 日均气温 °C（°F）        | 2.2 (36.0)               | 3.2 (37.8)               | 6.8 (44.2)               | 10 (50)                  | 14.4 (57.9)              | 17.5 (63.5)              | 19.9 (67.8)              | 19.4 (66.9)              | 15.5 (59.9)              | 11.2 (52.2)              | 6.1 (43.0)               | 3.1 (37.6)               | 10.8 (51.4)              |
| 平均低温 °C（°F）        | −0.4 (31.3)              | −0.3 (31.5)              | 2.4 (36.3)               | 4.7 (40.5)               | 8.9 (48.0)               | 12 (54)                  | 14.1 (57.4)              | 13.7 (56.7)              | 10.5 (50.9)              | 7.1 (44.8)               | 3.2 (37.8)               | 0.7 (33.3)               | 6.4 (43.5)               |
| 历史最低温 °C（°F）      | −21.1 (−6.0)             | −21.1 (−6.0)             | −15.3 (4.5)              | −5.1 (22.8)              | −2.2 (28.0)              | 1.9 (35.4)               | 4.3 (39.7)               | 3.9 (39.0)               | 0 (32)                   | −5 (23)                  | −11.7 (10.9)             | −17 (1)                  | −21.1 (−6.0)             |
| 平均降水量 mm（）        | 73.2 (2.88)              | 68.5 (2.70)              | 74.1 (2.92)              | 54.3 (2.14)              | 66.6 (2.62)              | 66.8 (2.63)              | 71 (2.8)                 | 67 (2.6)                 | 67.5 (2.66)              | 71.9 (2.83)              | 83.9 (3.30)              | 80.4 (3.17)              | 845.2 (33.28)            |
| 月均日照時數             | 46.1                     | 73.3                     | 119.8                    | 169.8                    | 173.3                    | 211.7                    | 200.1                    | 186.9                    | 149                      | 104.6                    | 46.5                     | 39.4                     | 1,520.5                  |
| 来源：infoclimat         |                          |                          |                          |                          |                          |                          |                          |                          |                          |                          |                          |                          |                          |

## 行政区划
梅斯是法国大东部大区摩泽尔省的一个市镇，编号为57463，它也是摩泽尔省的省会。梅斯下辖梅斯区，在省级行政选举中被划为5个县，按照阿拉伯数字排序，同时梅斯也是梅斯欧洲都会区的办公驻地。
梅斯市政府按照地理方位将梅斯市镇分为了14个街区，并实行街区自治制度。
法国国家统计与经济研究所（简称）在进行数据统计时，将梅斯及周边另外40个市镇设为梅斯城市核心区，并将包括核心区在内的附近共218个市镇划为梅斯城市区。自2020年起，梅斯城市区被包含245个市镇的梅斯城市辐射区代替。同时，还将梅斯市镇分为了44个“块区”，以便于统计人口分布情况。
| 梅斯行政区划 | 梅斯行政区划 | 梅斯行政区划 | 梅斯行政区划        | 梅斯行政区划 | 梅斯行政区划 | 梅斯行政区划 |
| --- | ------------ | ------------ | ------------------- | ------------ | ------------ | ------------ |
| 德旺莱蓬 帕特罗特 博尔尼 诸岛 普朗蒂耶尔 · -克勒 市中心 贝勒克鲁瓦 瓦利耶尔- · 莱博尔德 新城 勒萨布隆 格里日-科技城 林仓 马尼 ① = 大剧场 |              |              |                     |              |              |              |
| 街区名称 | 街区原名     | 所含块区数量 | 人口数量 （2014年） |              |              |              |
| 德旺莱蓬 |              | 3            | 8,565               |              |              |              |
| 帕特罗特 |              | 4            | 7,673               |              |              |              |
| 诸岛 |              | 3            | 6,473               |              |              |              |
| 市中心 |              | 4            | 13,366              |              |              |              |
| 贝勒克鲁瓦 |              | 2            | 4,895               |              |              |              |
| 瓦利耶尔-莱博尔德 |              | 4            | 9,918               |              |              |              |
| 新城 |              | 4            | 10,282              |              |              |              |
| 勒萨布隆 |              | 6            | 14,546              |              |              |              |
| 大剧场 |              | 1            | 1,839               |              |              |              |
| 普朗蒂耶尔-克勒 |              |              |                     |              |              |              |
| 博尔尼 |              | 8            | 13,478              |              |              |              |
| 格里日-科技城 |              | 1            | 2,495               |              |              |              |
| 林仓 |              | 2            | 5,505               |              |              |              |
| 马尼 |              | 2            | 5,303               |              |              |              |
| 1. |              |              |                     |              |              |              |

## 交通

### 公路
梅斯是法国东北部的一个公路枢纽，法国国家A4和A31两条高速公路在梅斯附近十字交叉，另有法国国道N3、N233、N431及数十条省道在此交汇。摩泽尔河干流梅斯段共有5座跨河桥梁。
摩泽尔省城际客运（商业名称为）是法国的一个省级客车线路网络，开通由梅斯前往周边主要市镇的客运班线。自2019年4月起，该线路网络被整合入大东部大区综合交通（商业名称为）。大东部大区公共交通则开通由梅斯前往隆维、凡尔登、洛林高铁站等地的大巴车线路；一些国际性的客车公司也开行途径梅斯前往巴黎、斯特拉斯堡、第戎、里昂、法兰克福等地的长途汽车线路，并可通过联程中转前往法国及欧洲各地。
2017年，61.4%的梅斯家庭拥有至少一辆的私人汽车；2019年，梅斯境内共发生各类交通事故33起，造成4人遇难，40人受伤。

### 铁路

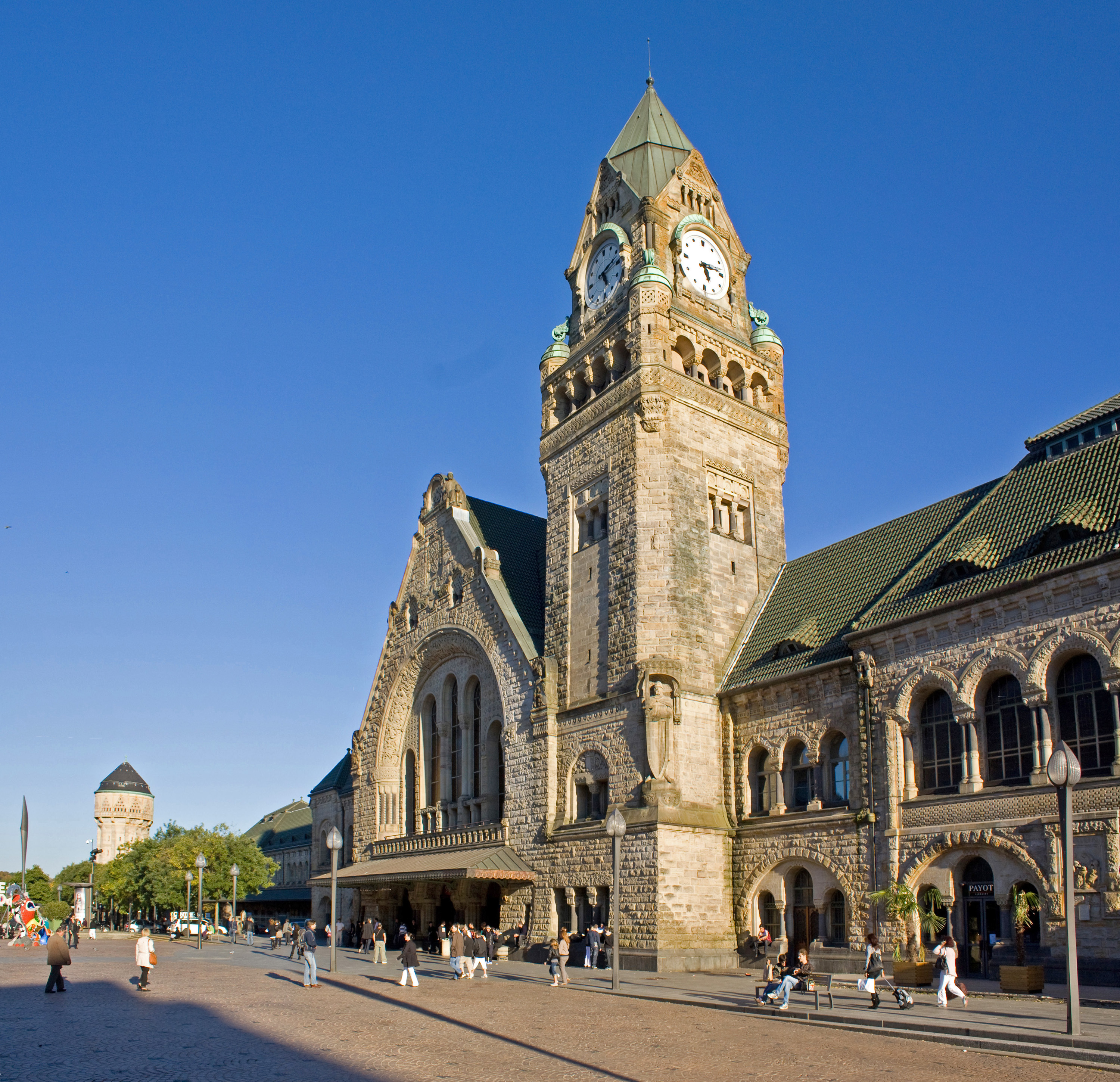
梅斯火车城站外景

梅斯火车站最初修建于1850年，现梅斯火车站的主站房修建于1908年，因地处梅斯市中心而被命名为“梅斯城站”。该站位于莱鲁维尔－梅斯、梅斯－祖夫特根和雷丹－梅斯三条铁路线的交汇点，每天开行前往巴黎、马赛、卢森堡、蒙彼利埃方向的高速列车，其中梅斯至巴黎间最短的旅行时间为1小时20分；同时，梅斯城站还开行多条区域列车线路，其中前往卢森堡和南锡方向的列车平均班次间隔在半小时左右，已实现了公交化运营。2017年，梅斯火车站累计发送旅客数量达709.7万人次。自2018年6月起，梅斯城站还开通了经济型高铁服务，可前往巴黎、斯特拉斯堡和科尔马三个城市。
除梅斯城站外，位于摩泽尔河北岸的梅斯北站也开通客运服务，是一个区域性的乘降所。而梅斯市区以南大约30公里外的洛林高铁站则位于法国高速铁路东线的正线上，该站停靠由斯特拉斯堡出发，前往波尔多、布鲁塞尔、南特、雷恩等地的长途高铁列车，并可直达巴黎戴高乐机场。

### 航空
梅斯-南锡-洛林机场位于梅斯市区南部25公里外的维尼境内。2019年，该机场开行前往14个城市的常规航线，目的地主要分布在地中海沿岸。

### 水运
流经梅斯的摩泽尔河在19世纪中期进行了大范围了整治，部分河段开辟有人工运河济船闸，与马恩－莱茵运河连通。该河历史上为重要的煤炭和钢铁运输通道。现仍满足通航需求，可通行3000吨以下的船只，但实际货运需求量已大大减少。

### 城市公共交通

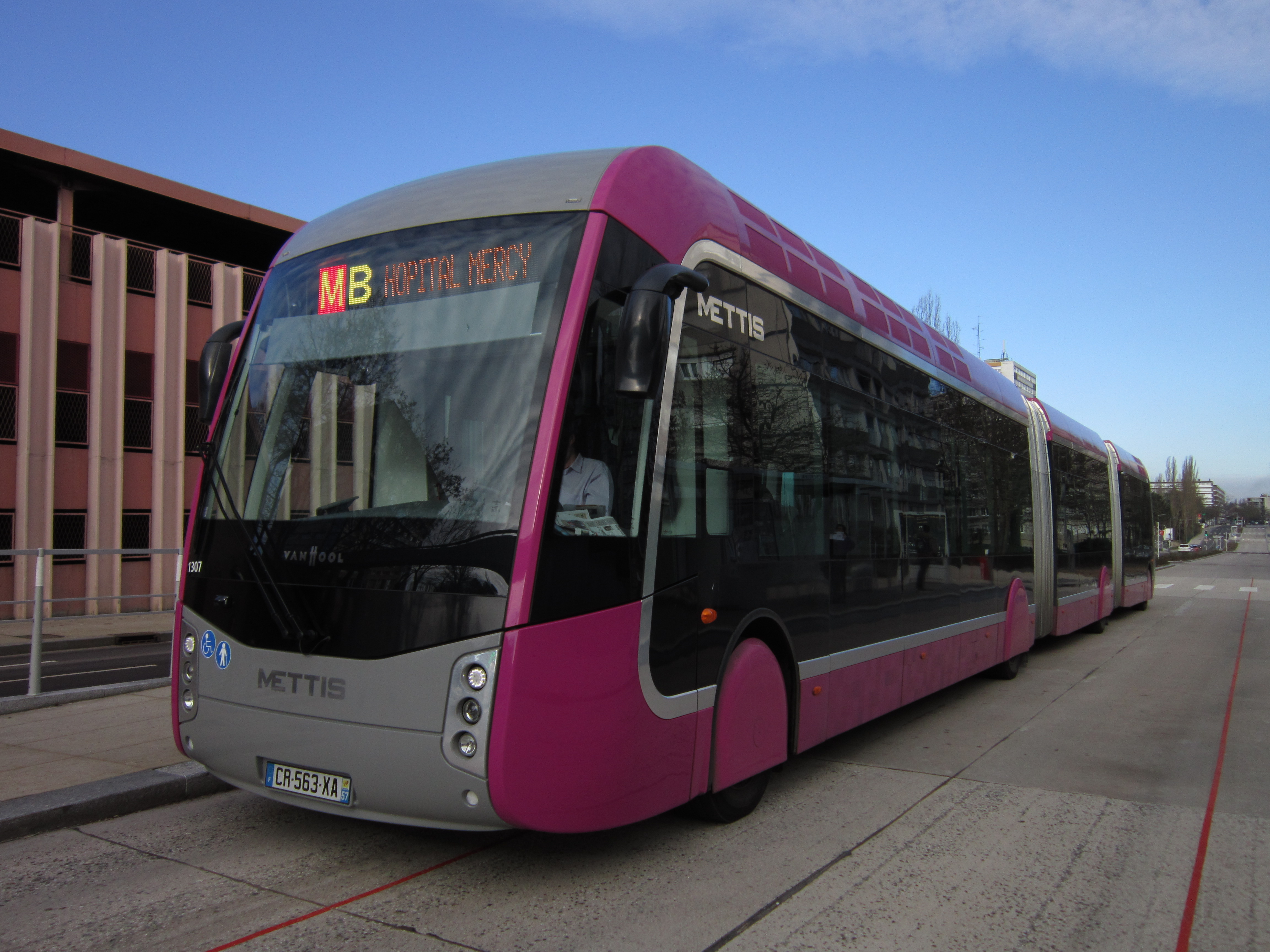
梅斯快速公交B线

梅斯城市公共交通的商业名称为“勒梅特”（法語：LE MET'），其公交线路网包括2条快速公交线路和32条常规线路，覆盖了梅斯市内的主要街区及梅斯欧洲都会区内的大部分市镇。
1880至1948年间，梅斯市区曾有有轨电车线路网。

## 政治

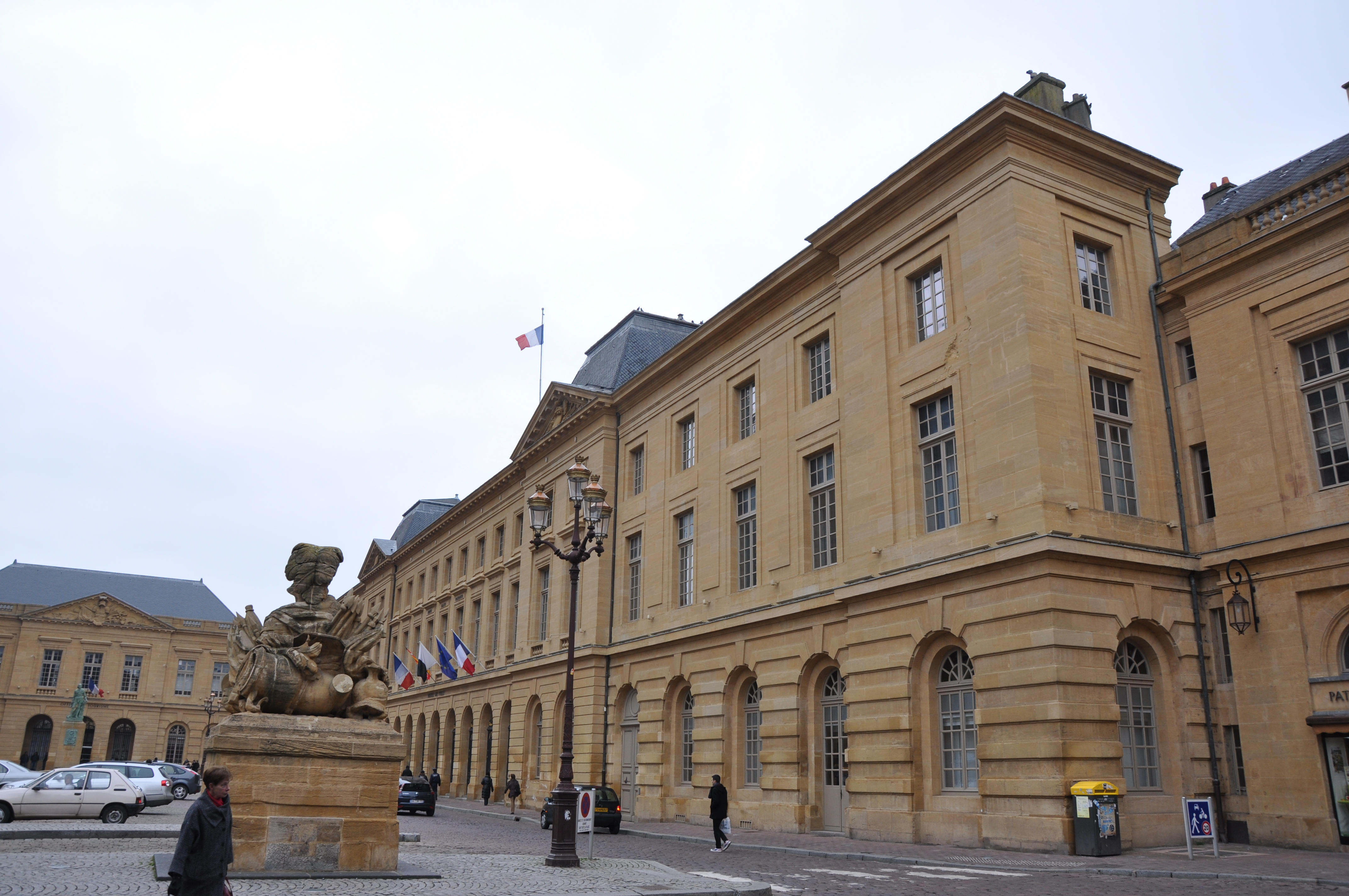
梅斯市政厅

现任梅斯市长弗朗索瓦·格罗迪迪埃先生，他是共和党的一名成员，在2020年市政选举中获得45.13%的支持率。
| 梅斯历届市长   |                     |                     |
| 任期           | 市长                | 党派                |
| 1947年－1970年 | 雷蒙·蒙东           | RI独立激进党        |
| 1971年－2008年 | 让-马里·劳施        | 無黨籍 （中间偏右） |
| 2008年－2020年 | 多米尼克·格罗       | PS社会党            |
| 2020年－       | 弗朗索瓦·格罗迪迪埃 | LR共和黨            |

在2017年法国大选的第一轮和第二轮选举当中，法国现任总统马克龙在梅斯分别获得26.69%和71.89%的支持率，均居所有候选人首位。
在2015年以前，梅斯是梅斯第一、二、三、第四共4个县的行政中心。根据法国2014年出台的县级行政区划改革方案，自2015年1月1日起，梅斯所辖的四个县被重新整合成为三个县，仍按照阿拉伯数字命名，但仅保留省级行政选举功能，且不再隶属于梅斯区。
在市政管理方面，梅斯自2017年9月起实施“街区自治管理制度”，将市区内的14个街区各推选出一名“街区总管”（Conseil Quartier），负责收集街区内的居民意见，并定期向上级反馈，旨在促进梅斯市民对日常市政事物的参与，同时搭建一个连接市长和市民的信息沟通渠道。

## 经济

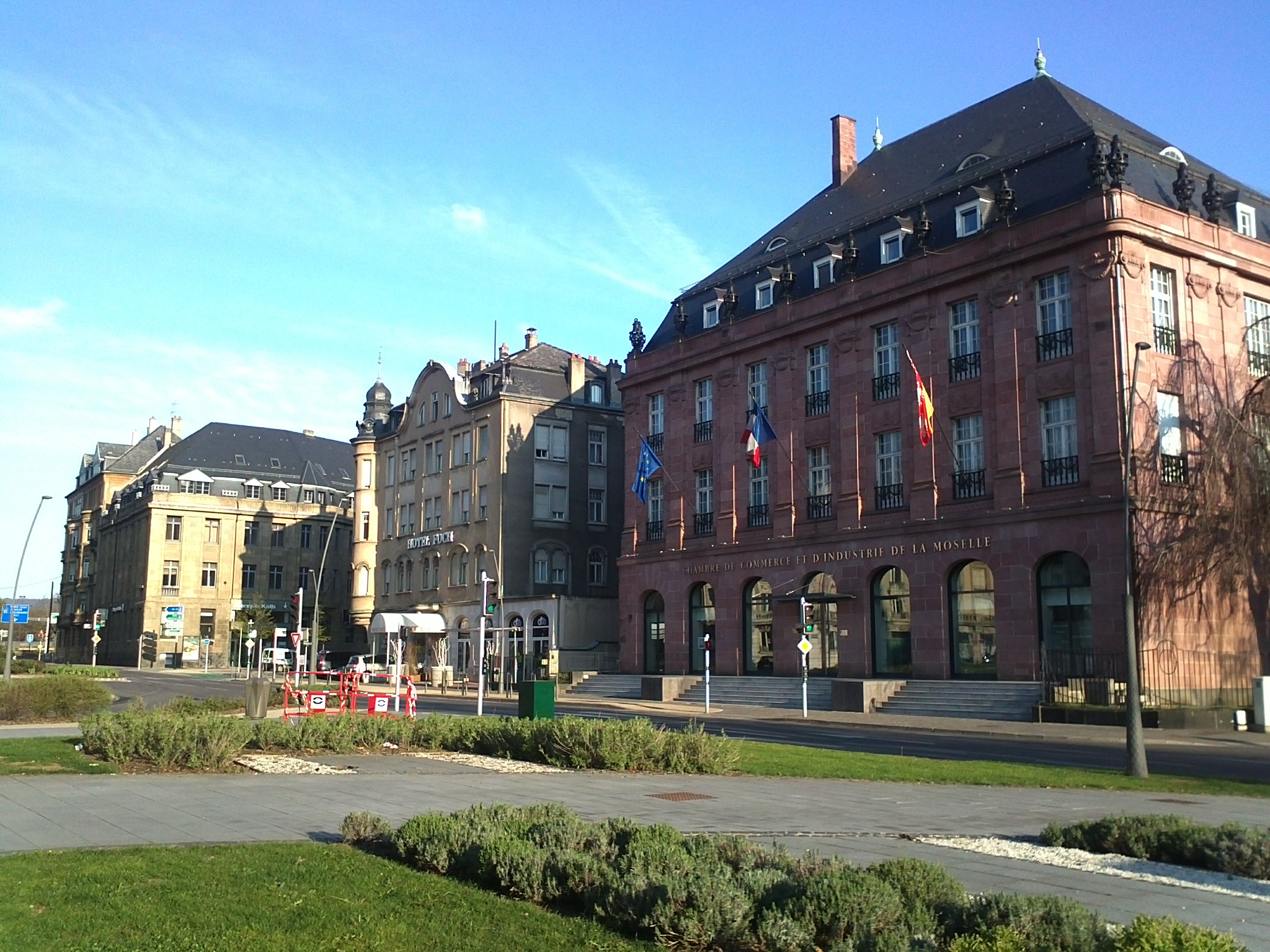
摩泽尔省工商会大楼

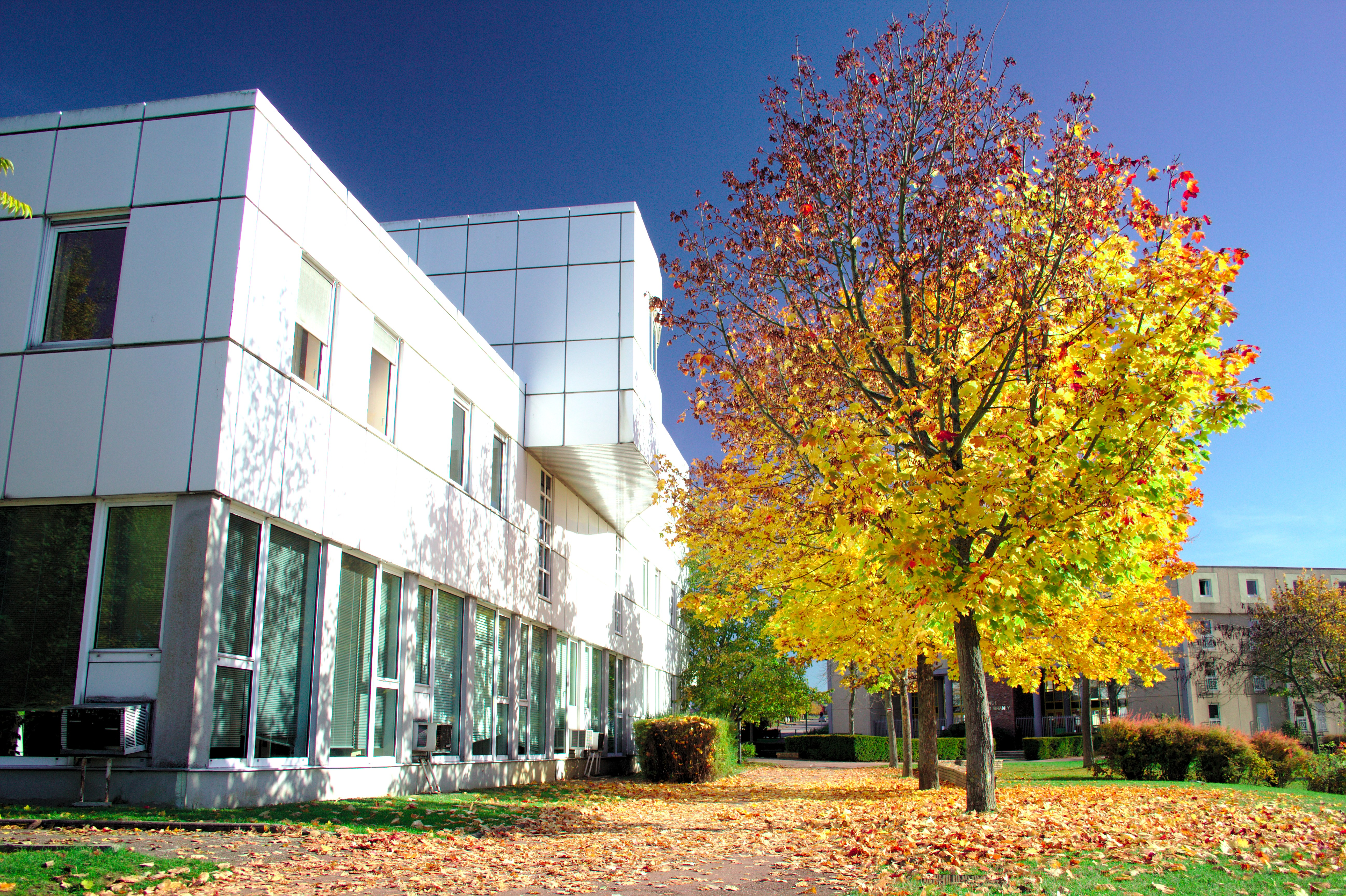
格里尼科教园内的一所私立商业学校

梅斯是这一地区的经济中心，也是摩泽尔省工商会的所在地。梅斯的区域经济发展事务由梅斯欧洲都会区负责，其所在的摩泽尔河沿岸聚集了大量人口及工商业部门，被称为摩泽尔硅谷。此外，梅斯距离卢森堡和德国边境均不到60公里。借助这一条件，梅斯积极发展外向型经济，汇集了多个跨国企业和机构，在产业上与周边城市和地区形成了互补关系。
在第一产业方面，梅斯地区地势平坦，水源充足，适合大部分温带农作物生长。黄香李是洛林地区的代表性农产品，也是法国地理标志保护产品。梅斯市区每年举办大型的“黄香李节”。
在第二产业方面，梅斯所在的摩泽尔省历史上曾为法国重要的钢铁生产和煤炭开采区。梅斯虽然本身并无任何矿藏，但作为行政中心，也汇集了大量相关技术及生产部门。20世纪60年代开始，受到资源衰竭和国际竞争的影响，摩泽尔省出现了较为严重的逆工业化发展，现本地工业以汽车制造和铜制品生产为主。而作为传统重工业的钢铁工业部门仅有零星分布，且不再作为这一地区的产业支柱。
在第三产业方面，梅斯聚集了多所高等学府和科研机构，并依托其交通优势，大力发展国际物流行业，成为了法国东北部重要的对外贸易口岸。在法国《观点》杂志2019年的一次排名中，梅斯在“法国最吸引人的城市”里位居第12位，在法国东北地区排名仅次于斯特拉斯堡。
在企业分布方面，截至2021年3月，当地共有各类用人单位19,504家，平均历史为16年，其中97.8%为中小型企业（PME）。（农副产品销售）、（电气产品销售）及（汽车销售）是当地2019年营业额最高的三个企业，分别为161,324,849欧元、111,913,291欧元和101,415,463欧元。

### 财政收入
2019年，梅斯的财政收入总额为166,491,000欧元，财政支出总额为153,505,000欧元，当年的债务总额为77,784,900欧元。
2015年，梅斯的人均月收入总额为2,355欧元，其中高级职员为4,213欧元，中级职员为2,513欧元，普通职员为1,784欧元。
2017年，梅斯境内的青壮年（15至64岁）失业率为18%，当地45.6%的家庭拥有纳税资格。

## 人口
2018年，梅斯市镇人口数量为116,581，在法国排名第33位。其中男性57,099人，女性59,330人，75岁及以上人口占6.8%，外籍人口数量为36,389人，人口密度为2,780人/平方公里，当地居民被称为（男性）或（女性）；2019年，梅斯境内出生1,508人，死亡人口1,033人。
| 年份   | 1936   | 1946   | 1954   | 1962    | 1968    | 1975    | 1982    | 1990    | 1999    | 2006    | 2011    | 2016    | 2018    |
| ------ | ------ | ------ | ------ | ------- | ------- | ------- | ------- | ------- | ------- | ------- | ------- | ------- | ------- |
| 人口數 | 83,119 | 70,105 | 85,701 | 102,771 | 107,537 | 111,869 | 114,232 | 119,594 | 123,776 | 124,435 | 119,962 | 117,890 | 116,581 |

## 社会事务

### 科教

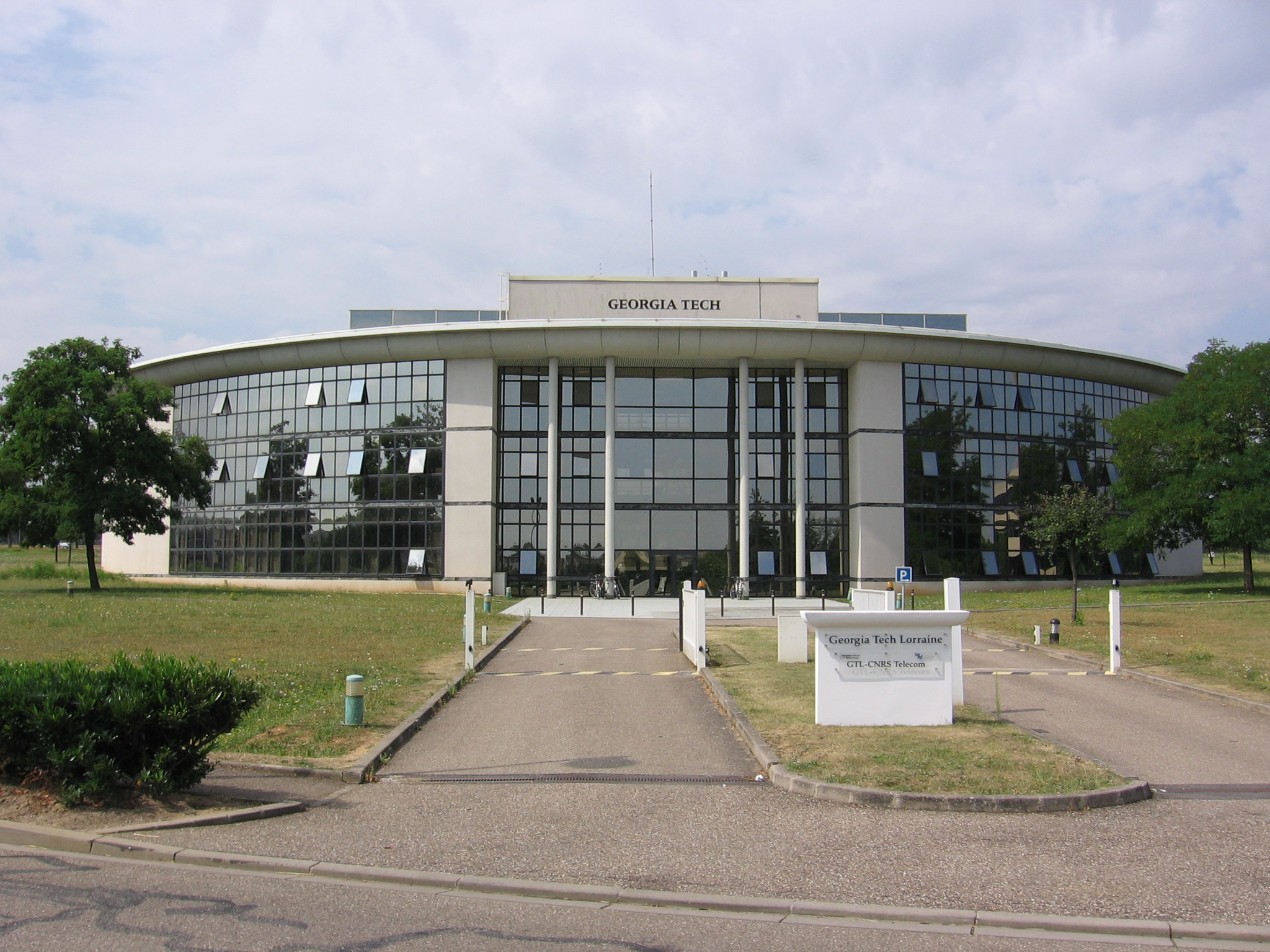
佐治亚理工学院洛林校区

梅斯是南锡-梅斯学区内的两大核心城市之一。截止2018年底，梅斯境内共有35所幼儿园、37所小学、14所初级中学、11所普通高中和5所职业高中，其中三所学校设有大学校预科班。2018年，梅斯法贝尔高级中学毕业生的会考通过率为92%，其中12分以上（满分20分）的人数占69%，是梅斯综合成绩最高的高级中学，在法国2295所高中里面排名第347位。2018－2019年学年度，梅斯境内中等阶段在校学生总人数为16,883人。
梅斯也是法国的一座大学城。梅斯炮兵工程应用学校成立于1811年，是这一地区最早出现的高等教育机构，后在普法战争后被德军强制关闭。新的梅斯大学成立于1970年，是法国的一所公立大学，于2012年1月1日和南锡第一大学、南锡第二大学、洛林综合理工等高校合并成为洛林大学。2019年，该大学在梅斯地区共设有3个校区10个院系。国立梅斯高等工程师学校和梅斯高等建设工程师学校均为法国205所工程师学校之一。在梅斯设立分校的教育机构还有中央理工-高等电力学院、法国国立高等工程技术学校、法国国立工艺学院、巴黎高等计算机学校、美国佐治亚理工学院、法德科技经济学院等。
格里日科技城位于梅斯市区东南部，建成于1983年，集中了梅斯的主要高等学府，同时也汇集了大批科研机构，包括欧洲生态研究院、梅斯法德研究中心、洛林行政学院等。

### 医疗
截止2018年1月1日，梅斯境内共有全科医生149名，保健师88名，牙医129名，护士138名，耳科医生10名，眼科医生22名，皮肤科医生11名，助产士24名，儿科医生17名和妇科医生21名。市区内共有药房39家。
梅斯-蒂永维尔大区中心医院是法国仅有的两个非教学医院的大区中心医院之一，亦是摩泽尔省境内最大的综合性医疗机构，该医院在梅斯附近设有四个病区：
- 费利克斯元帅医院（Hôpital Félix Maréchal），位于梅斯市区内的前桥街区。
- 梅尔西医院（Hôpital de Mercy），位于梅斯南郊的阿尔斯-拉克内克西境内。
- 梅斯妇女儿童医院（Hôpital Femme Mère Enfant de Metz），位于梅斯东南郊的佩尔特境内。
- 公园老年人服务中心（EHPAD Le Parc），位于梅斯市区东部。

此外，梅斯境内还有一家私人医院、27家养老院和10处残疾人帮扶中心。

### 住房

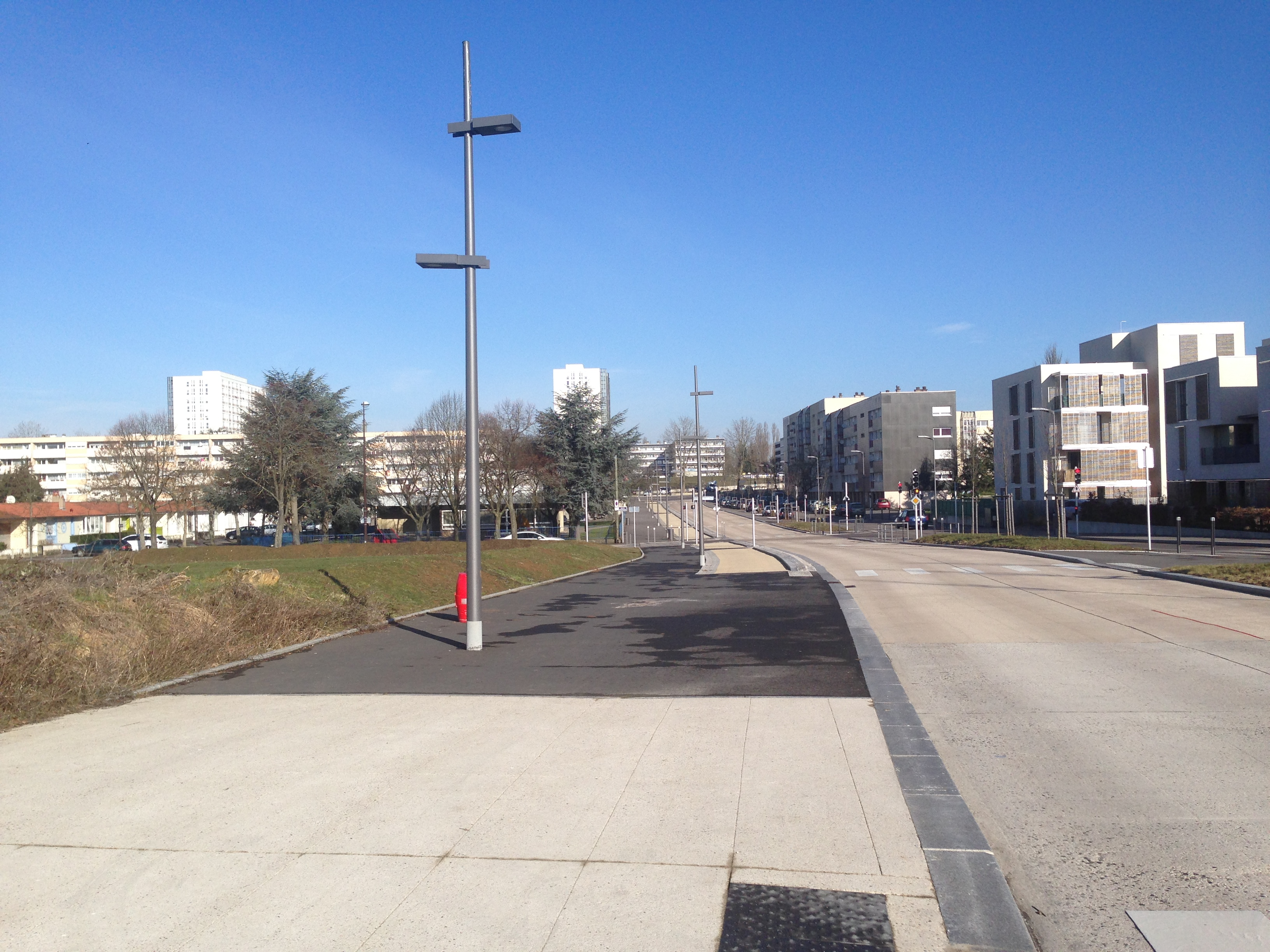
梅斯东部的博尔尼街区

2017年，梅斯境内共有各类住房66,825套，其中13.1%为独立式居民区，85.3%为集中式居民区。常住房屋占梅斯市镇范围内居民建筑总量的85.2%。
在住房保障政策方面，2017年，梅斯境内共有23,119户家庭获得了住房经济补助，受益人数占总人口数量的19.9%，其中22,602份为房租补助。
梅斯境内的住房建设规划及改造由梅斯欧洲都会区负责，并实施由国家住房部颁布的各类计划和法案。

### 商业

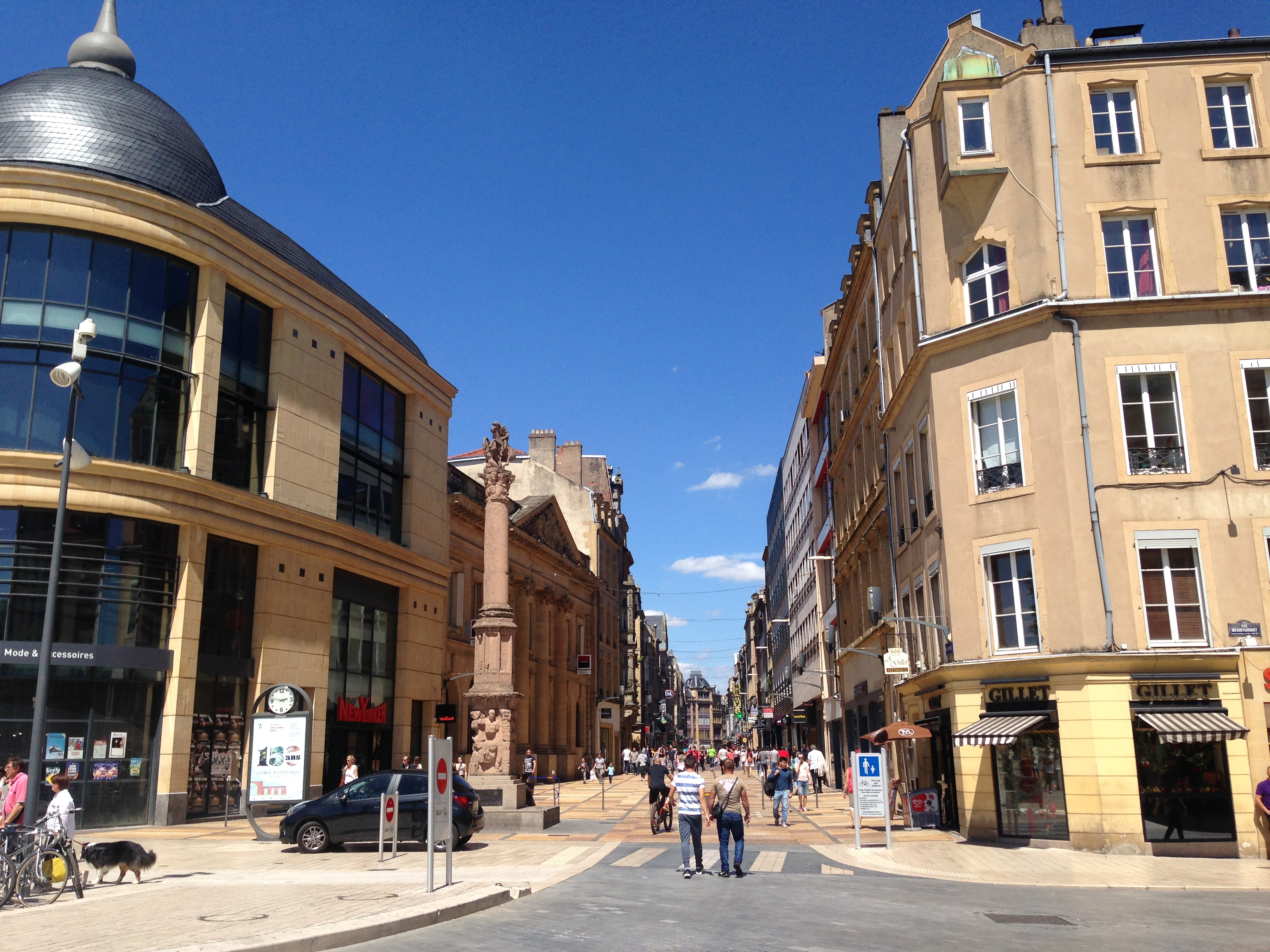
梅斯的一条商业街

2019年，梅斯境内共有各类实体商铺3,352家，其中餐厅636家、大型超市33家、杂货店75家、面包房119家、肉铺26家、书店33家、装饰品店11家、银行门店82家、美容美发店202家、汽车维修店145家，个体性的商铺主要位于梅斯市中心，而梅斯市区东部的博尔尼街区和西南部的穆兰莱梅斯境内均有大型商场分布。

### 体育
2019年，梅斯境内共有5家游泳池、40间体育馆、10座综合体育场、38处网球场、2处马术场、25处足球或橄榄球场、19处篮球或排球场以及1处高尔夫球场。梅斯市政府提供多个体育项目的训练场地及学校。
梅斯足球俱乐部是梅斯的一个足球俱乐部，成立于1919年，自1932年起成为法国职业足球队，曾分别获得过两次法国杯和法国联赛杯的冠军。2020至2021赛季参加法国足球甲级联赛。其主场圣桑福里安球场位于摩泽尔河的一处河心岛上，始建于1923年，几经扩建改造，现可容纳近三万名观众，是梅斯及整个摩泽尔省规模最大的体育设施。除梅斯足球俱乐部外，梅斯境内还有十余家注册足球俱乐部。
除了足球以外，梅斯还有梅斯橄榄球俱乐部、梅斯手球俱乐部等团体性体育俱乐部。

### 环境
梅斯境内的环境和可持续发展事务由梅斯欧洲都会区负责。截止2019年8月，都会区内共有8处垃圾处理中心、9处集中式污水处理中心和6处供水站，可满足梅斯的日常城市运作。2017年，梅斯地区共处理各类垃圾12.16万吨。2018年，包括梅斯在内的整个摩泽尔省处理生活污水累计2,570万吨。
2015年，梅斯市区内共有14家污染企业，当年的二氧化氮浓度平均值为20,5 µg/m³，臭氧浓度平均值为43µg/m³，二氧化硫浓度平均值为1µg/m³，颗粒物平均值为20.8µg/m³，均低于法国平均水平。

### 治安
梅斯市区内共有一个派出所、一个国家宪兵队和一个消防站。
2014年，梅斯及其附近地区共发生各类案件11,716起，其中盗窃类案件7,672起，占总数的65.5%；经济类案件992起，占总数的8.5%，毒品交易和运输案件514起，占总数4.4%。

## 文化
2019年，梅斯境内共有2家剧场、2家电影院、2家博物馆和2家音乐厅。梅斯市政府提供多媒体中心，向公众全年开放。

### 旅游

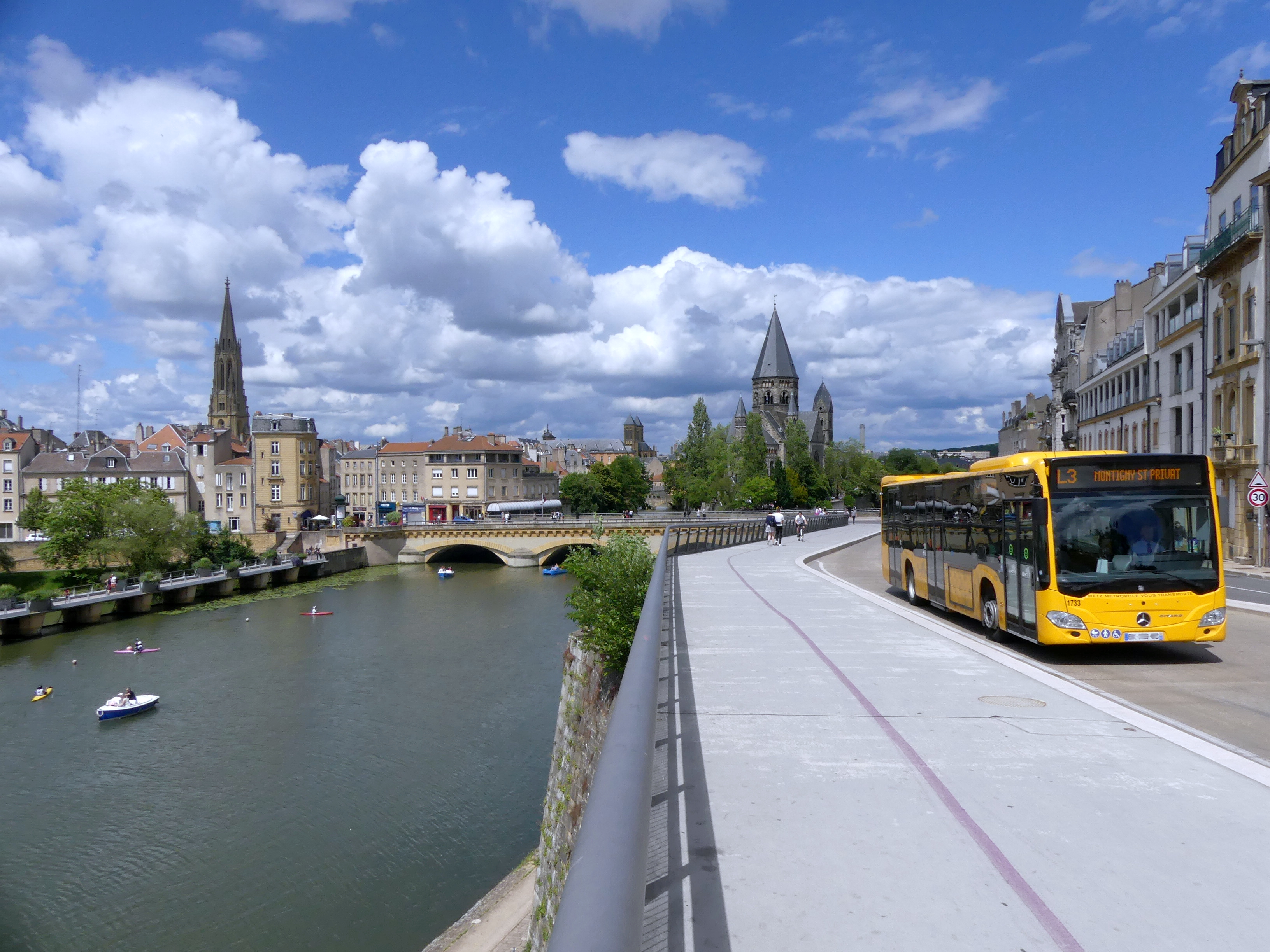
摩泽尔河畔的梅斯

梅斯是一座历史悠久的城市，是摩泽尔省境内唯一的艺术与历史之城，境内的旅游景点以历史建筑为主，共有123处法国国家文物保护单位，主要集中在市中心及诸岛街区。其中建于公元前4世纪的圣皮埃尔欧诺南教堂是梅斯市区现存最古老的建筑物之一，而建于18世纪的梅斯警卫室现为梅斯旅游局所在地。除此之外，梅斯的代表性景点还有圣樊尚圣殿、梅斯主教座堂、圣塞戈莱娜教堂、新教堂、死者桥、圣殿骑士团小堂等。
除历史建筑外，梅斯市区内还有多处博物馆，其中建成于1988年的金宫博物馆收藏了大量奥斯特拉西亚王国的文物，而2010年建成的蓬皮杜中心梅斯分馆在开馆第二年接待游客数量达61.6万人次，成为了法国除巴黎地区以外游览人数最多的博物馆之一。
梅斯的旅游事务由其当地市政府、都会区及大区协调负责。截止2018年1月1日，梅斯境内设有1处旅游接待中心（Office de Tourisme）和34家宾馆共计1424间房间。

### 建筑
梅斯历史悠久，境内共有数十处法国国家文物保护单位，其中圣殿骑士团小堂位于市中心，建于公元12世纪，是法国首批文物保护单位。此外当地的主要历史建筑还有新教堂、梅斯火车城站、温泉桥、梅斯邮政大楼、梅斯手工艺大楼、阅兵广场及相邻的梅斯市政厅、梅斯警卫室等。2010年，龐畢度中心梅斯分館开始对公众开放，是梅斯市区的代表性现代建筑物，同时也成为了当地的重要文化设施。

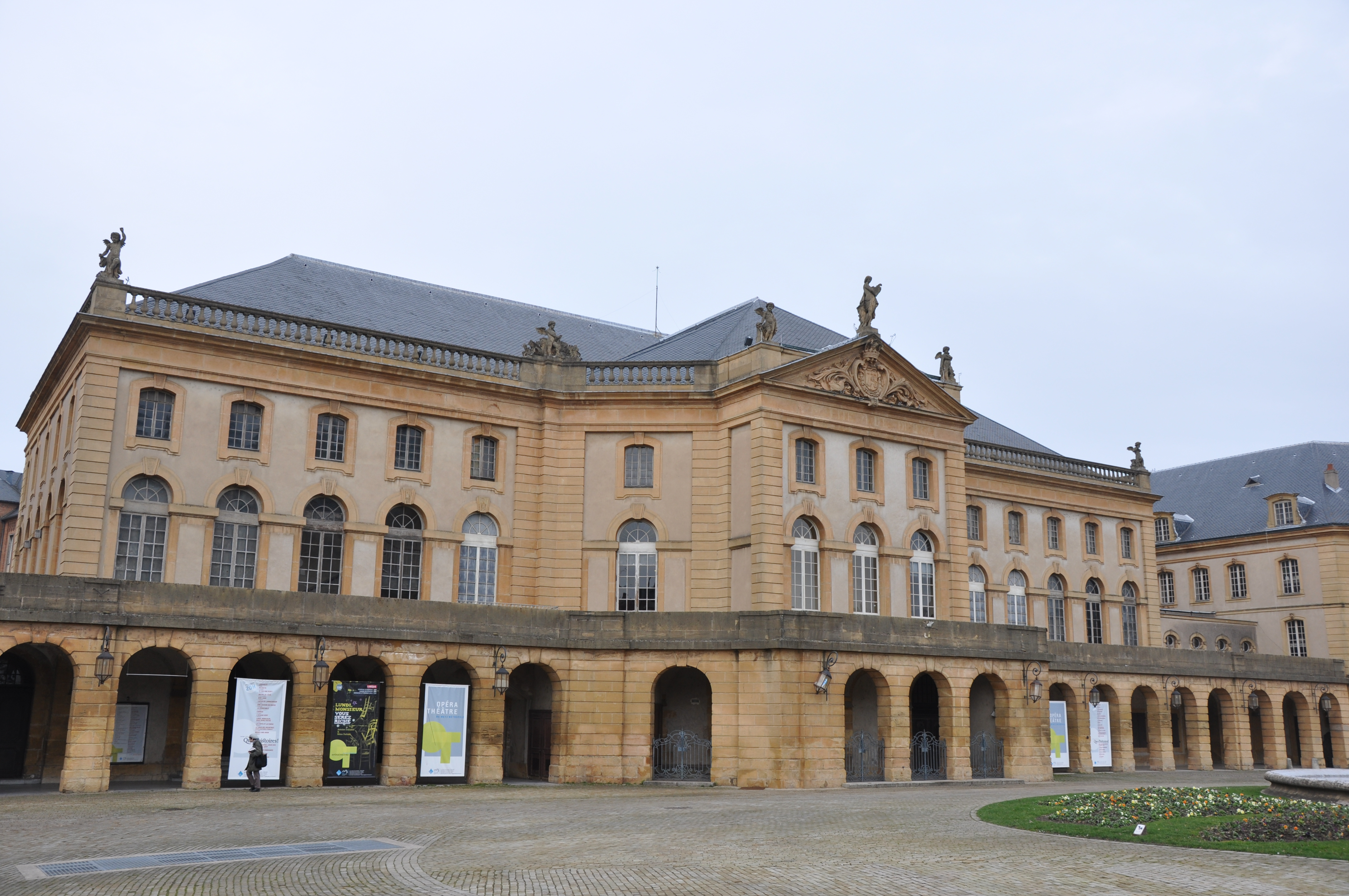
梅斯歌剧院（法语：Opéra-théâtre de Metz）
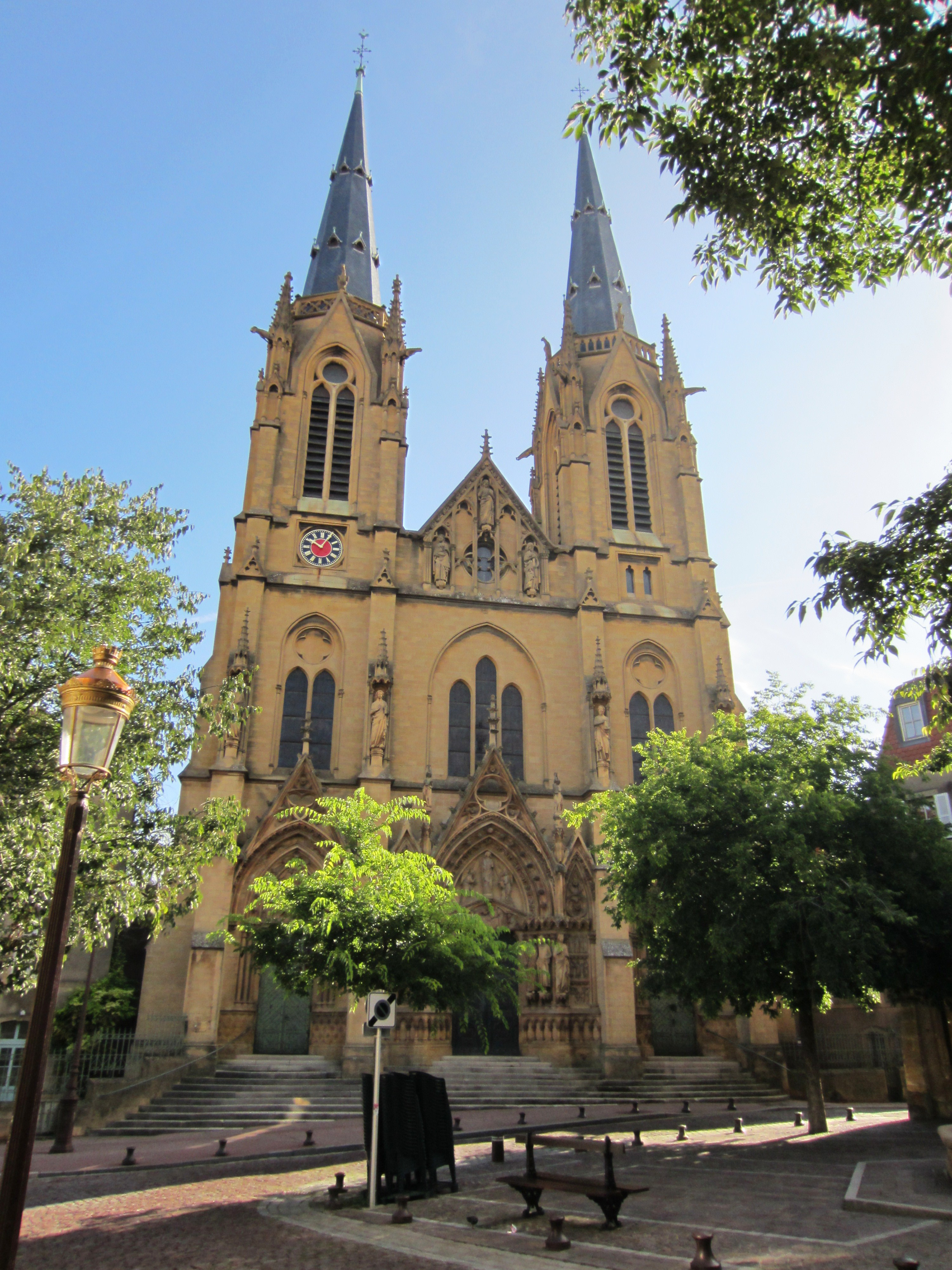
圣塞戈莱娜教堂
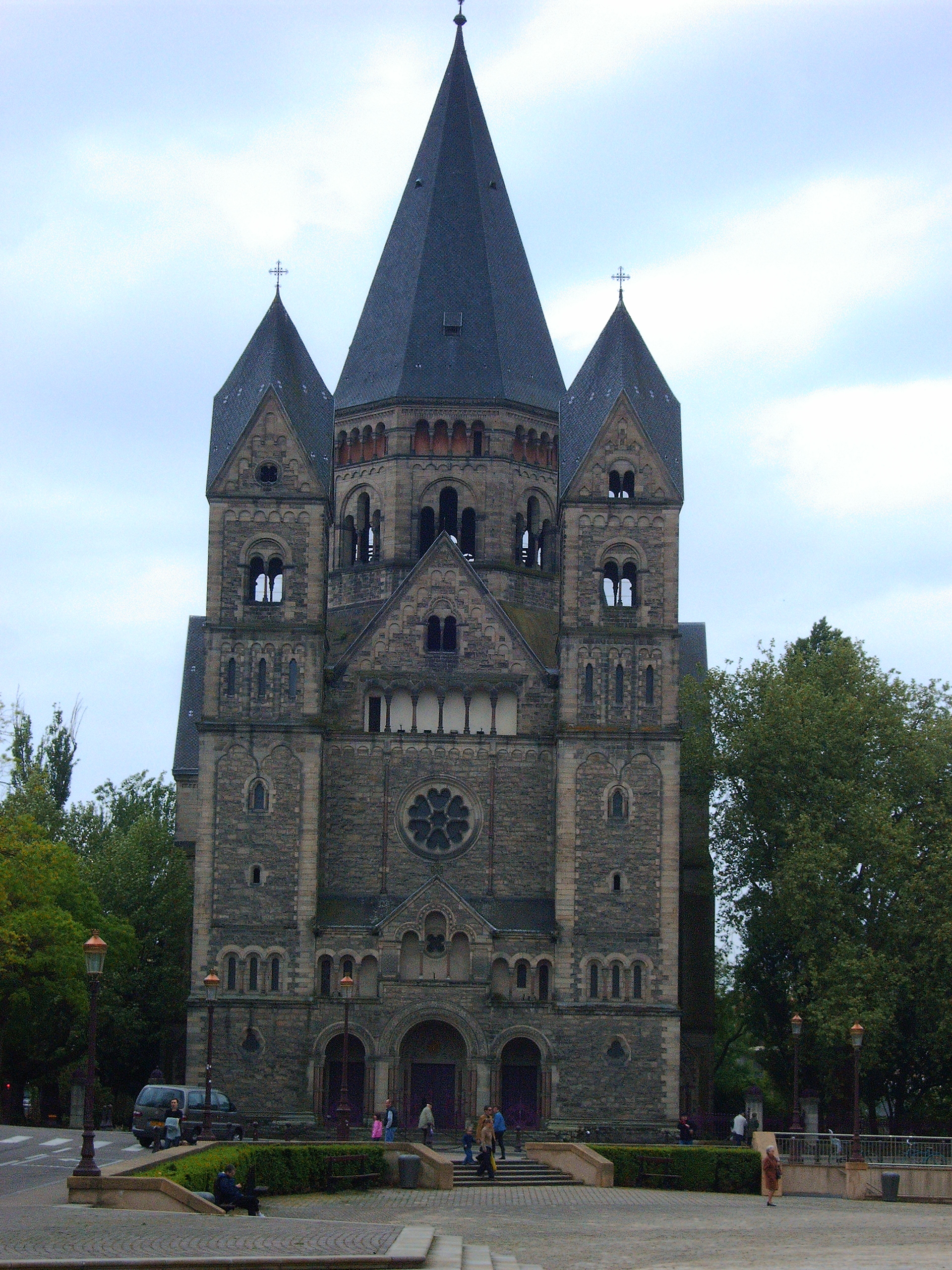
新教堂
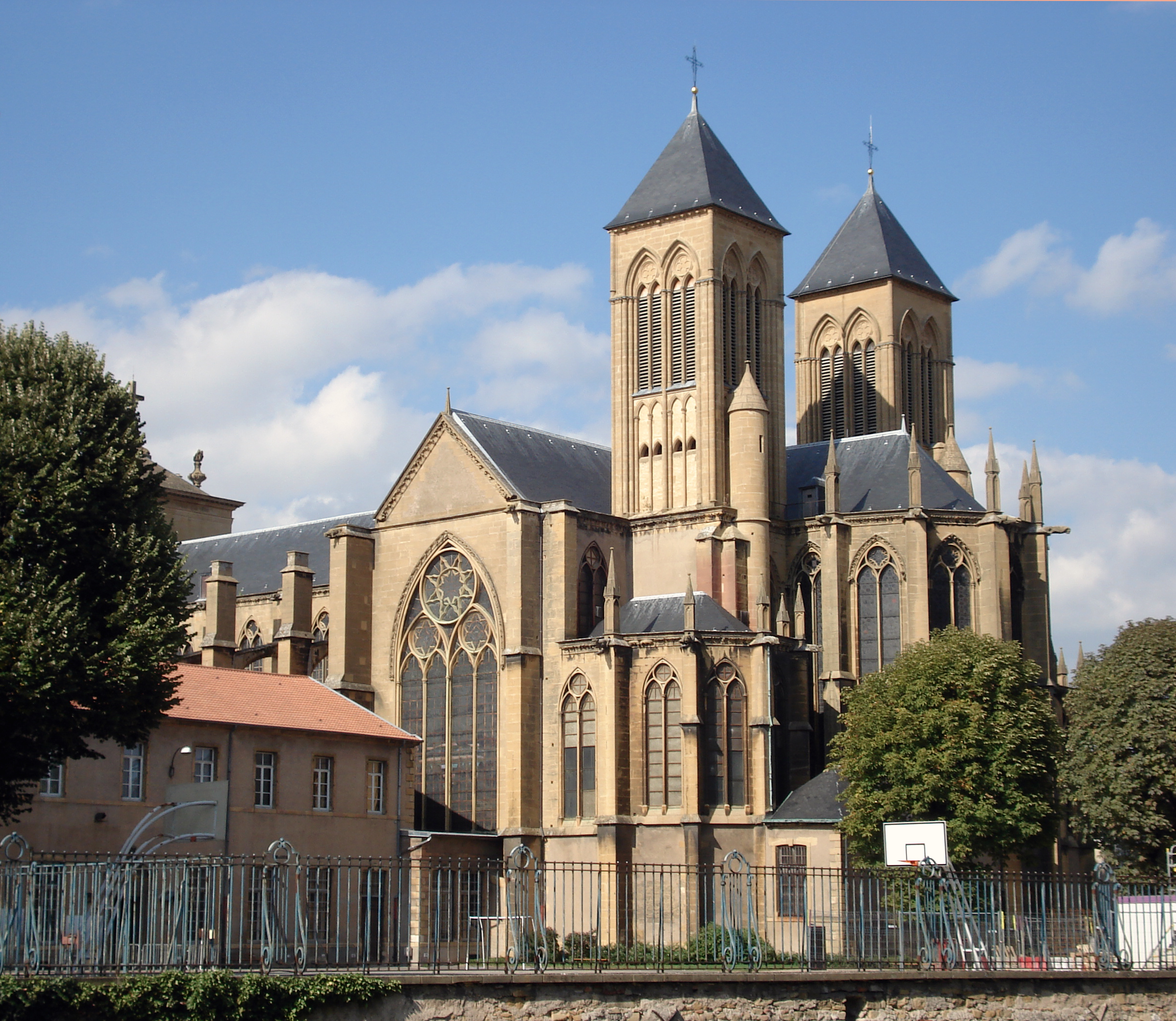
圣樊尚圣殿
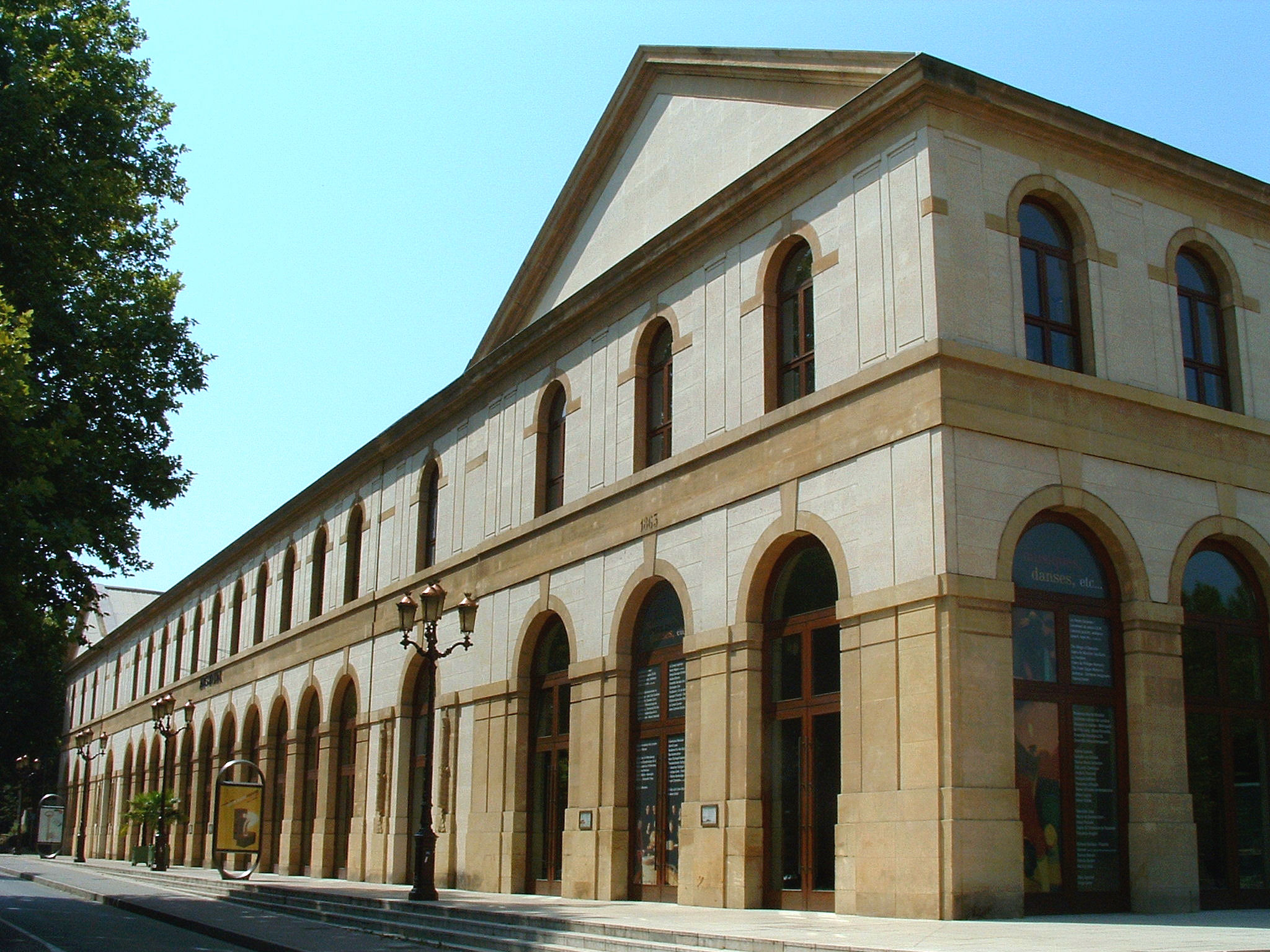
梅斯军工厂
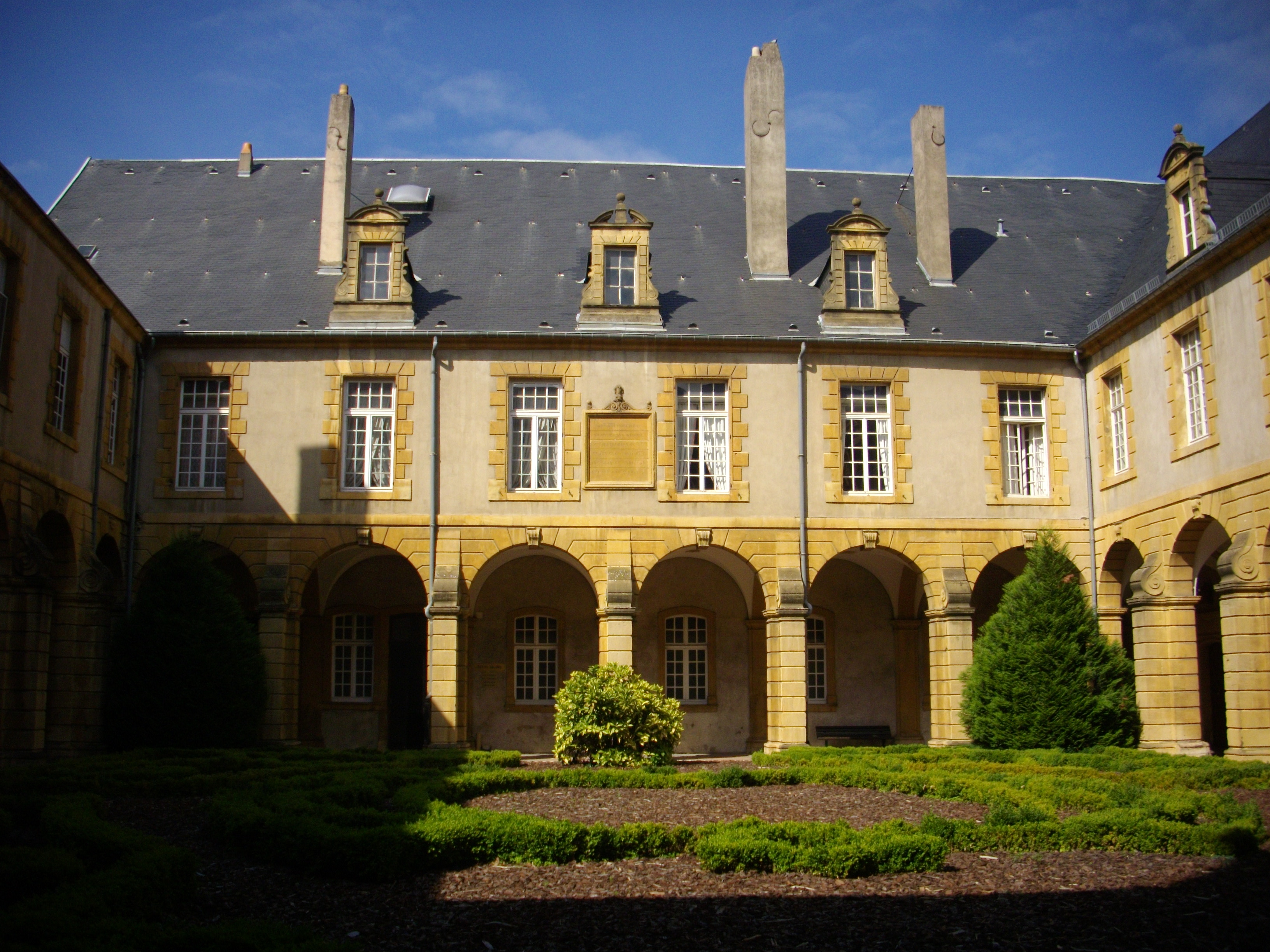
圣阿努修道院
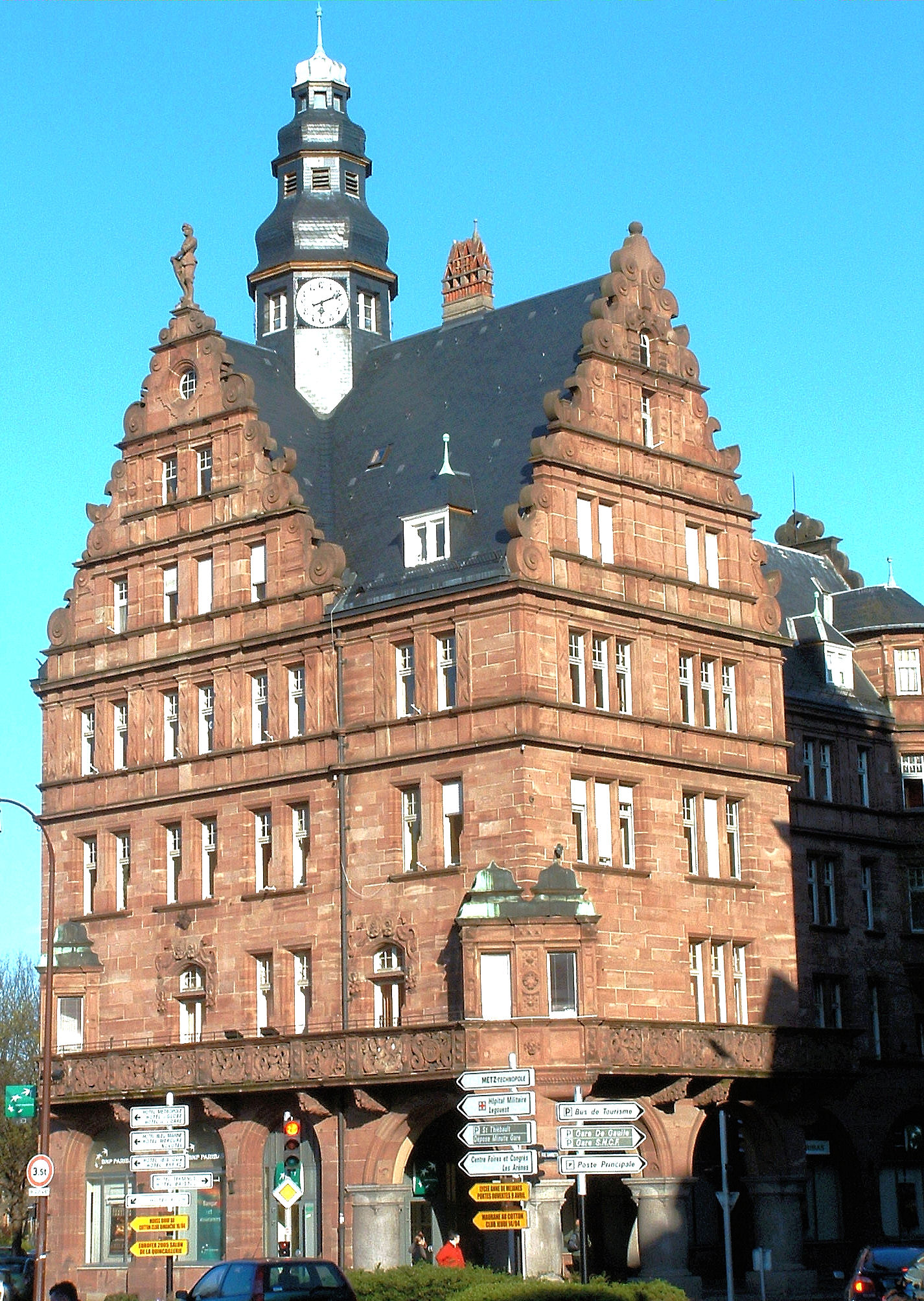
梅斯手工艺大楼（法语：Hôtel des Arts et Métiers de Metz）

### 宗教

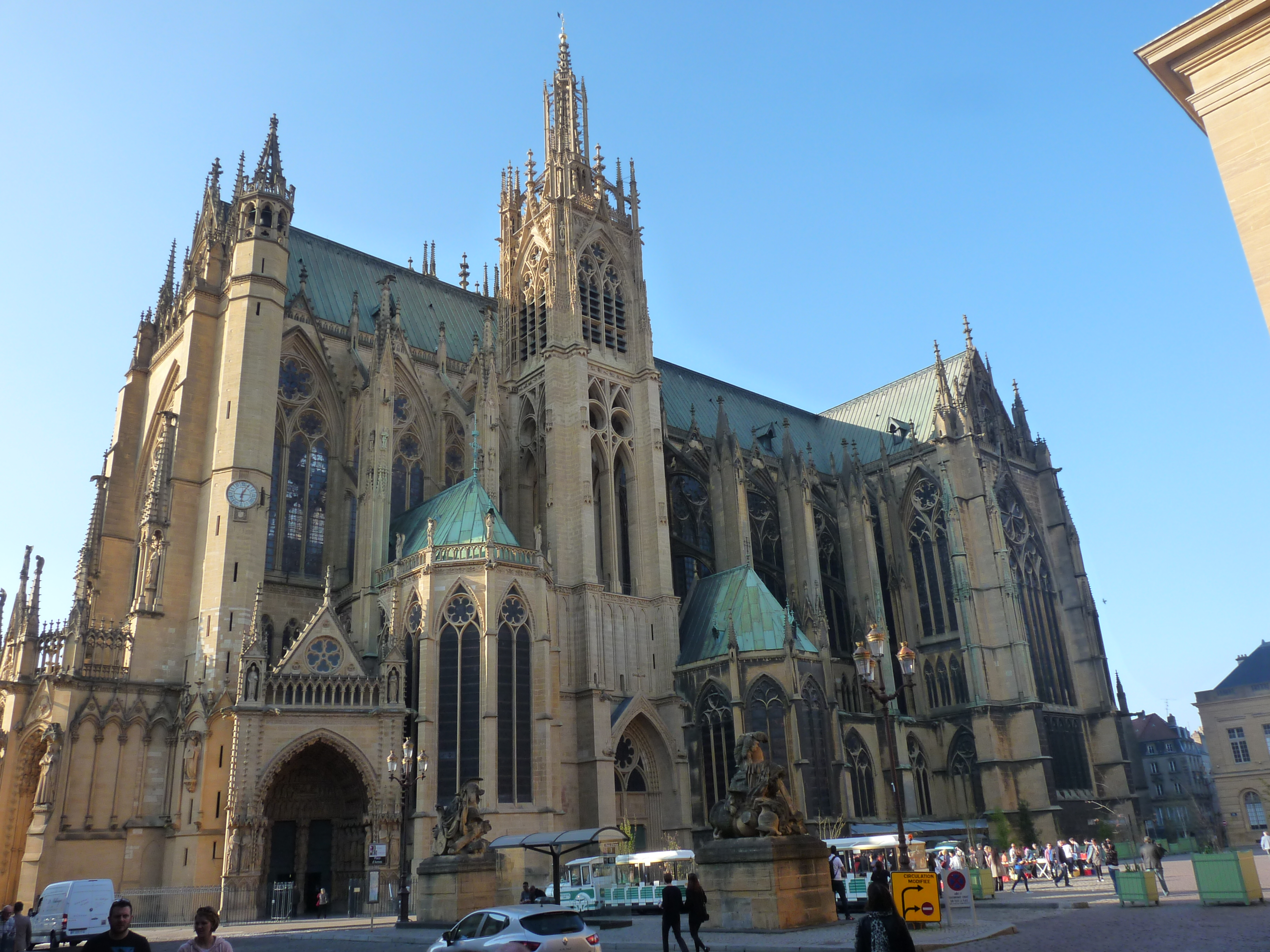
梅斯主教座堂

梅斯是天主教梅斯教区的首府，下辖36个分教区和134个祷告区，梅斯圣艾蒂安大教堂为主教座堂，后者建成于1552年，于1930年被列入法国国家文物保护单位，现为当地的地标性建筑物。
自工业革命以来，梅斯附近的矿区吸引了大批来自北非穆斯林地区的劳动力，使得梅斯也逐渐形成了多个颇具规模的穆斯林社团。梅斯大清真寺位于市区东部的博尔尼街区，自2020年2月15日开始施工，但由于资金不足，竣工时间尚无法确定。
梅斯境内亦有犹太人社区，梅斯犹太会堂建于1850年，于1984年被列入法国国家文物保护单位。

### 媒体

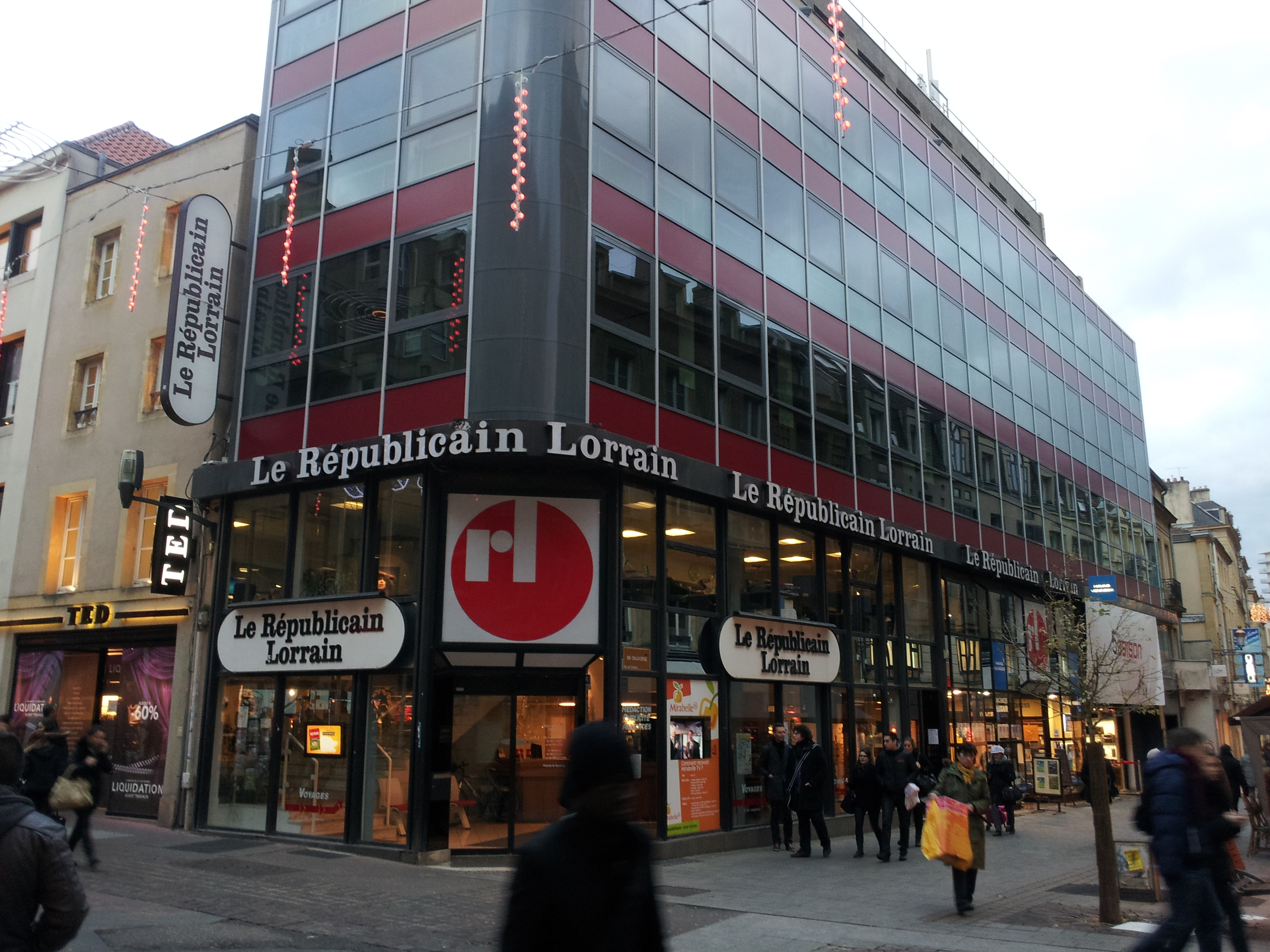
《洛林共和报》在梅斯市区的报社总部大楼

法国本土主要的国家性电视台在梅斯均可接收，其中法国电视三台下属的大东部大区频道在部分时段播放地区性新闻；黄香李电视台是梅斯的一家地方性私人电视台，总部位于梅斯北郊的瓦皮。
在广播电台方面，思乡广播、真爱广播和法兰西蓝色广播在梅斯境内设有分台，D!rect FM是梅斯地区主要的地方性广播；
《洛林共和报》是法国一个重要的地方性报社，总部位于梅斯，发行区域包括整个摩泽尔省以及默尔特-摩泽尔省北部区域；《梅斯周刊》创建于2005年，每周四发行，并在南锡设有分支。此外，梅斯市政府每月发行《梅斯杂志》（Metz Mag），供当地居民免费阅览。
梅斯多媒体图书馆由梅斯市政府管理，下辖韦尔莱讷（Verlaine）、让·马塞（Jean Macé）、勒萨布隆（Le Sablon）、阿哥拉（Agora）、美十字架（Bellecroix）和马尼（Magny）6个分馆，全年向所有公众开放。

### 饮食

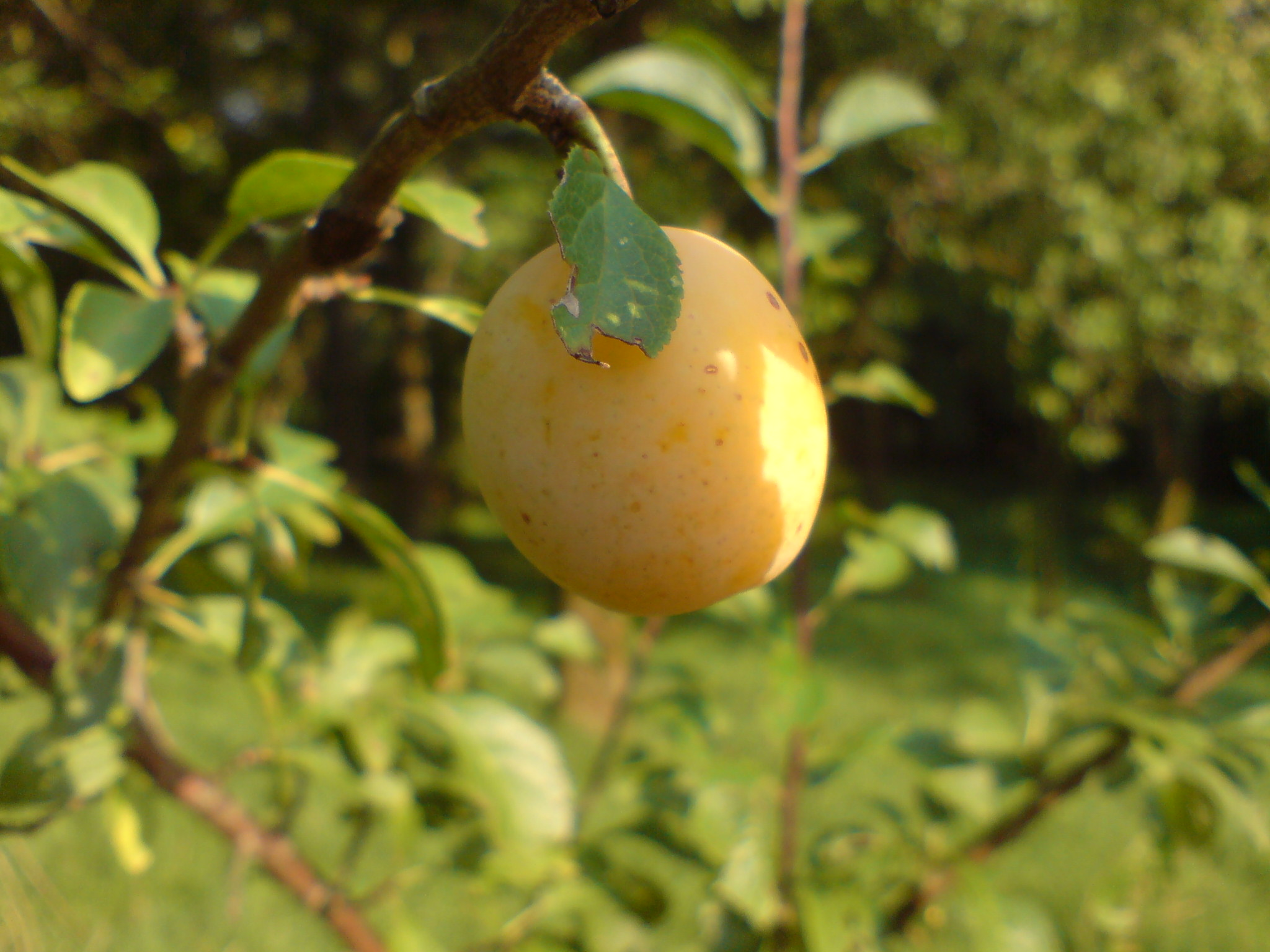
产自于洛林地区的黄香李

梅斯地区的代表性的食物包括洛林咸饼、肉酱、熏肠、洛林炖肉和“巴黎-梅斯糕”（Paris-Metz）等，梅斯所在的摩泽尔省也是一个区域性红酒产区，摩泽尔红酒为法国国家地理标志保护产品。
2019年，梅斯境内共有8家餐厅被列入《米其林星级餐厅名单》。传统法式餐厅主要集中在市中心，而现代快餐则在各个街区均有分布。

### 活动
梅斯市区内共有7处集市，其中开放式集市（Marché couvert）除节假日外每天均有开展。梅斯狂欢节创办于1730年，是法国最古老的地方性狂欢节之一，每年不定期举办。

### 语言
梅斯市区通用现代法语，其地方性语言洛林语属于法国北方语言的一个分支，自19世纪后逐渐不再使用。此外，尽管历史上梅斯多次被德国侵占和统治，但梅斯并不是一座德法双语城市。

## 对外交流
截至2019年8月，梅斯共与8座城市互结为友好城市，另有两个国家在梅斯设有领事馆。2019年12月，梅斯市政府与中华人民共和国南京市签订了友好城市协议。
| - 德国 特里尔 - 美国 堪萨斯城 - 以色列 卡梅爾 - 盧森堡 卢森堡城 - 捷克 赫拉德茨-克拉洛韦 - 英国 格洛斯特 - 中国 南京市 - 摩洛哥 丹吉尔 | - 阿尔及利亚驻梅斯领事馆 - 義大利驻梅斯领事馆 |